# STS-127
STS-127 — космічний політ шатла «Індевор» за програмою «Спейс Шаттл». Продовження збірки Міжнародної космічної станції. 29-й політ шатла до МКС.

## Екіпаж

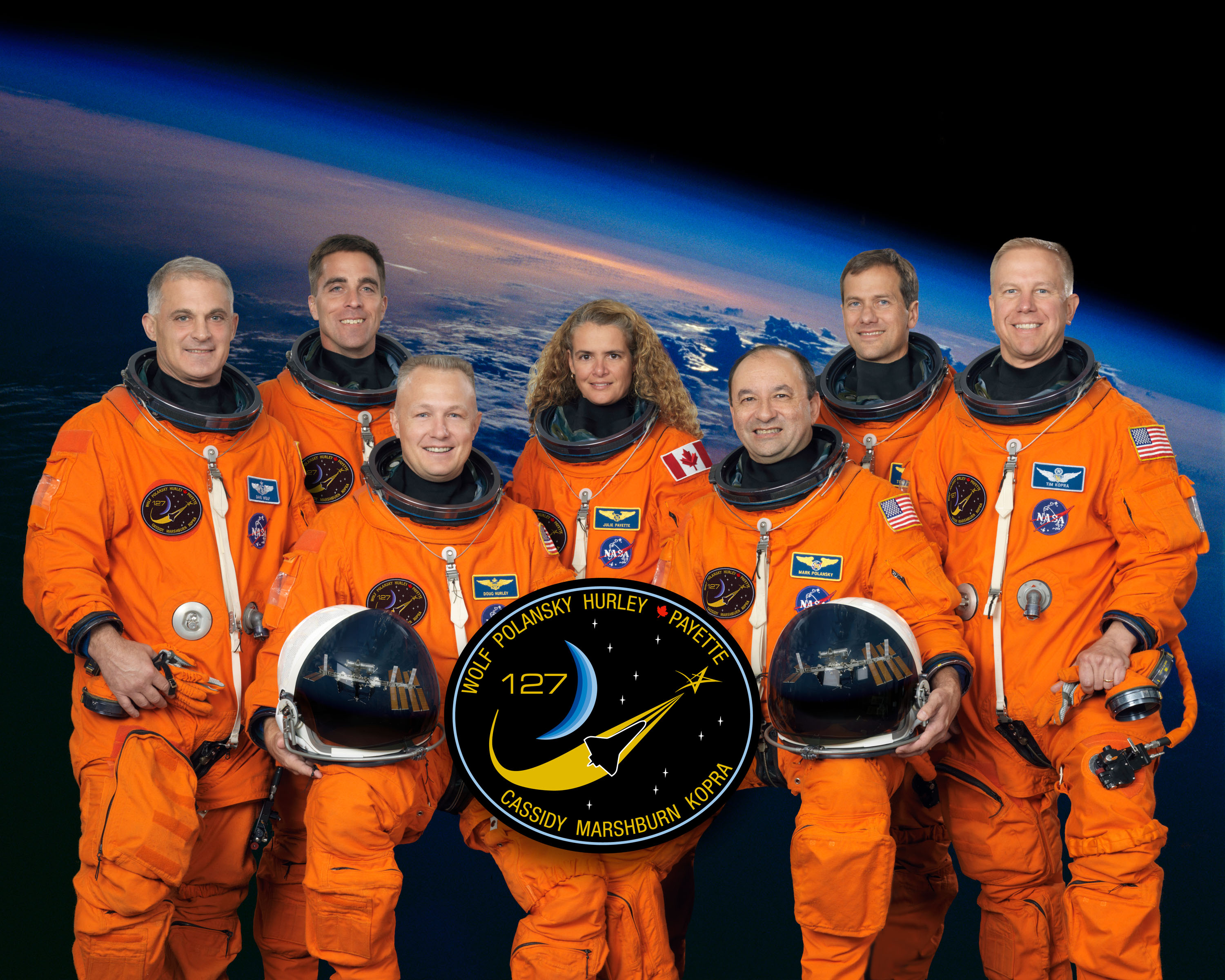
Зліва направо: Вулф, Кессіді, Херлі, Пайетт, Поланскі, Маршберн, Копра

- Марк Поланскі (англ. Mark Polansky) (3-й космічний політ) — командир екіпажу;
- Даглас Герлі (англ. Douglas Hurley) (1) — пілот;
- Девід Вулф (англ. David Wolf) (4) — фахівець польоту
- КАА Жюлі Паєтт (фр. Julie Payette) (2) — фахівець польоту;
- Крістофер Кессіді (англ. Christopher Cassidy) (1) — фахівець польоту;
- Томас Маршберн (англ. Thomas Marshburn) (1) — фахівець польоту;

### Екіпаж МКС-20 (старт)
- Тімоті Копра (англ. Timothy Kopra) (1) — бортінженер

### Екіпаж МКС-20 (посадка)
- Коїті Ваката (англ. Koichi Wakata) (3) — бортінженер

В екіпажі «Індевора» чотири новачки космічних польотів: Даглас Херлі, Крістофер Кессіді, Томас Маршберн і Тімоті Копра.

## Виходи у відкритий космос
В ході польоту здійснено п'ять виходів у відкритий космос.
- Вихід 1 — «Вулф і Копра»
- Мета:
- Початок: 18 липня 2009 року, 16:19 UTC
- Закінчення: 18 липня, 21:51 UTC
- Тривалість: 5 годин 32 хвилини.

Це 126-й вихід у космос пов'язаний з МКС.
Це 5-й вихід у космос для Вулфа і 1-й вихід для Копра.
- Вихід 2- «Вулф і Маршберн»
- Мета:
- Початок: 20 липня 2009 року, 15:27 UTC
- Закінчення: 20 липня, 22:20 UTC
- Тривалість: 6:00 53 хвилини.

Це 127-й вихід у космос пов'язаний з МКС.
Це 6-й вихід у космос для Вулфа і 1-й вихід для Маршберн.
- Вихід 3 — «Вулф і Кессіді»
- Мета:
- Початок: 22 липня 2009 року, 14:32 UTC
- Закінчення: 22 липня, 20:31 UTC
- Тривалість: 5 годин 59 хвилин.

Це 128-й вихід у космос пов'язаний з МКС.
Це 7-й вихід у космос для Вулфа і 1-й вихід для Кессіді.
- Вихід 4 — «Кессіді і Маршберн»
- Мета:
- Початок: 24 липня 2009 року, 13:54 UTC
- Закінчення: 24 липня, 21:06 UTC
- Тривалість: 7:00 12 хвилин.

Це 129-й вихід у космос пов'язаний з МКС.
Це 2-й вихід у космос для Кессіді і 2-й вихід для Маршберн.
- Вихід 5 — «Кессіді і Маршберн»
- Мета:
- Початок: 26 липня 2009 року, 11:33 UTC
- Закінчення: 26 липня, 16:27 UTC
- Тривалість: 4 годин 54 хвилини.

Це 130-й вихід у космос пов'язаний з МКС.
Це 3-й вихід у космос для Кессіді і 3-й вихід для Маршберн

## Мета
Доставка та монтаж останніх компонент японського дослідницького модуля «Кібо». Були змонтовані Зовнішня експериментальна платформа (Japanese Experiment Module-Exposed Facility, JEM-EF) і Зовнішнє негерметична секція (Experiment Logistics Module-Exposed Section, ELM-ES). Спільно ці дві секції складають одне ціле і являють собою експериментальний майданчик, яка знаходиться на зовнішній стороні модуля «Кібо». На цій негерметичної майданчику проводяться експерименти над різними матеріалами в умовах навколишнього космічного простору. У торці циліндричного за формою модуля «Кібо» мається шлюзова камера, через яку експериментальні матеріали будуть виноситися з модуля і встановлюватися на Зовнішньої експериментальної платформі. Результати експериментів через шлюзову камеру будуть заноситися назад в герметизований модуль. Для виконання цих операцій, на зовнішній стороні японського модуля передбачений спеціальний робот-маніпулятор, аналогічний такому ж, як і встановленому на Спейс шатлі або на МКС. Досі, щоб винести з станції або занести в станцію експериментальні матеріали, вимагалося здійснювати вихід астронавтів у відкритий космос.

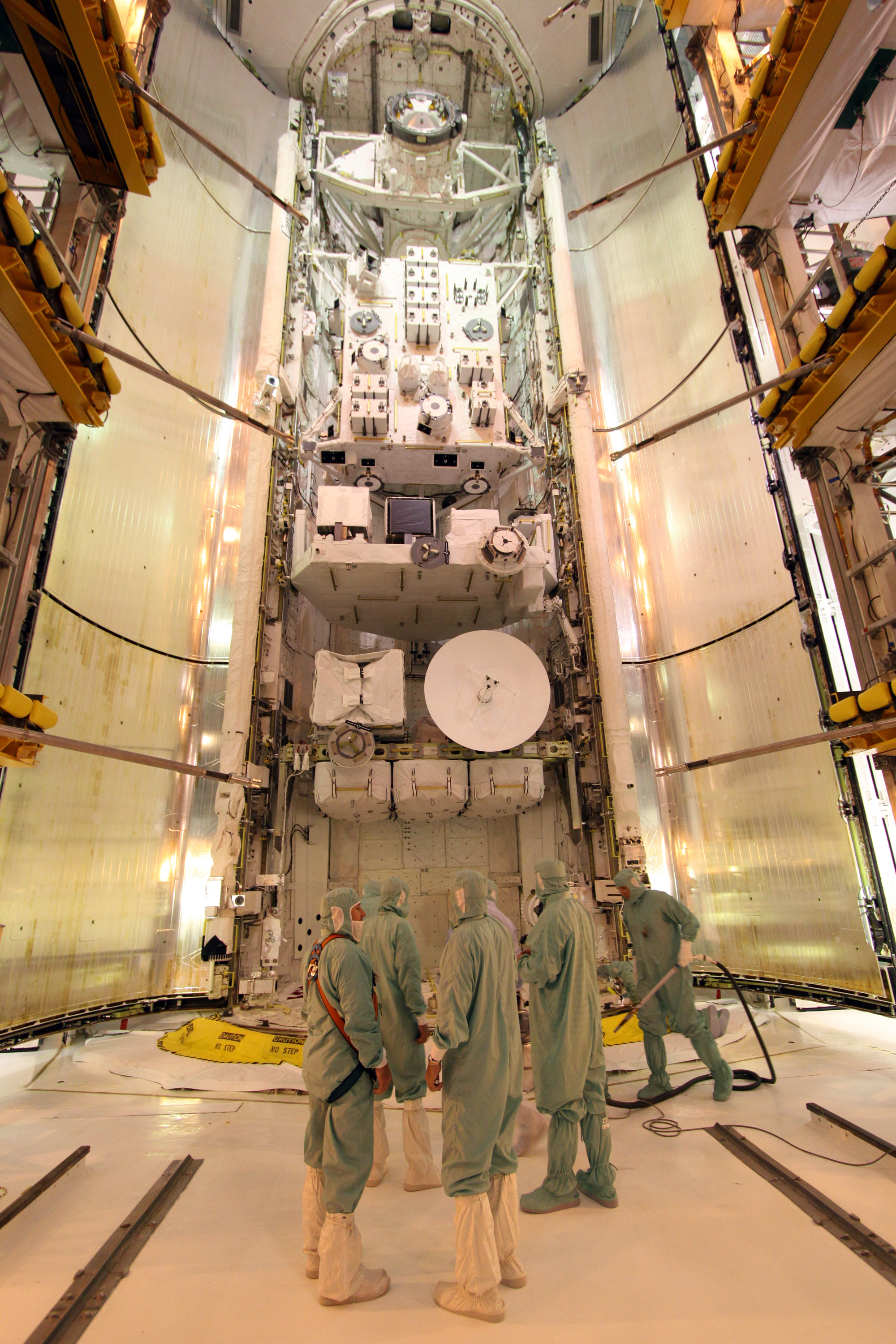
Вантажний відсік «Індевора». У верхній частині видно стикувальний вузол шатла ; нижче японська експериментальна платформа ; нижче транспортна конструкція з японськими науковими приладами ; нижче універсальна вантажна конструкція, на якій видно тарілка антени Ku-діапазону.

Доставка блоку запасних акумуляторних батарей для секції Р6 фермової конструкції станції, яка була відправлена в космос і встановлена на станції в 2000 році. У вантажному відсіку шатла, запасні батареї закріплені на універсальній вантажний конструкції (Integrated Cargo Carrier-Vertical Light Deployable, ICC-VLD).
Одним із завдань місії є також заміна одного члена 20-ї експедиції МКС: Тімоті Копра залишиться на станції, замість нього на землю повернеться Коїті Ваката.
Крім основних завдань, пов'язаних з МКС, в ході місії будуть проводитися різні експерименти і запускатися супутники.
- Виведення на навколоземну орбіту двох мінісупутників «Драгонсат» (DRAGONSAT, Dual RF Autonomous GPS On-Orbit Navigator Satellite). Ці два супутники мають розмір 12,7 × 12,7 × 12,7 см кожен. Вони будуть запущені з вантажного відсіку шатла. Завдання супутників-відпрацювання автоматичного зближення і автоматичної стиковки, з використанням навігаційних сигналів глобальної супутникової системи позиціонування (GPS).
- Запуск двох мікросупутників ANDE-2 (Atmospheric Neutral Density Experiment-2). Ці два супутники мають сферичну форму з діаметром 46 см, вага одного 50 кг, іншого 25 кг. Ці супутники призначені для вивчення щільності і складу атмосфери на висоті 350 км. Дані, отримані від цих супутників, будуть використовуватися для більш точного розрахунку траєкторії космічних апаратів.
- Проведення експериментів з вивчення властивостей іонної турбулентності в реактивних струменях двигунів шатла (Shuttle Exhaust Ion Turbulence Experiments, SEITE). У певний час у певної точки траєкторії і з певною орієнтацією будуть включатися двигуни орбітального маневрування шатла. Параметри реактивного струменя двигунів шатла будуть вимірюватися кількома супутниками. Параметри реактивних струменів будуть вивчатися з точки зору перешкод, які вони створюють для радіозв'язкубо навігації.
- Експерименти з вивчення взаємодії реактивної струменя двигунів шатла з компонентами верхніх шарів атмосфери (MAUI, Maui Analysis of Upper-Atmospheric Injections). Двигуни шатла будуть включатися, коли він буде пролітати над островом Мауї. Спостереження за шатлом будуть здійснюватися через мережу оптичних телескопів і радарів дослідного центру, розташованого на острові Мауї.
- Експерименти з вивчення турбулентності, що виникає в іоносфері під впливом реактивного струменя двигунів шатла за допомогою радар ів розташованих на Землі (SIMPLEX, Shuttle Ionospheric Modification with Pulsed Local Exhaust).

## Підготовка до польоту
‘‘’11 ‘‘’2008 року був названий екіпаж для місії «Індевор» STS-127. Командиром екіпажу призначений Марк Поланскі, пілотом-Даглас Херлі, фахівці польоту-Крістофер Кессіді, Томас Маршберн, Дейвід Вулф, Жюлі Пайетт і бортінженер 20-ї експедиції МКС Тімоті Копра. Марк Поланскі здійснив два космічні польоти: перший в лютому 2001 року як пілот шатла «Атлантіс» STS-98, другий в грудні 2006 року як командир шатла «Діскавері» STS-116. Дейвід Вулф скоїв три космічні польоти: перший в жовтні 1993 року в складі екіпажу шатла «Колумбія» STS-58, під час другого польоту з вересня 1997 року по січень 1998 він провів 128 діб на російській космічної станції «Мир», третій у жовтні 2002 року в складі екіпажу шатла «Атлантіс» STS-112. Канадський астронавт Жюлі Пайетт здійснила один космічний політ у травні 1999 року на шатлі «Діскавері» STS-96. Даглас Херлі, Крістофер Кессіді, Томас Маршберн і Тімоті Копра-новачки космічних польотів.
Тімоті Копра залишиться на МКС як бортінженер 20-ї експедиції МКС. Замість нього на Землю повернеться Коїті Ваката, який знаходиться на МКС у складі 19-ї експедиції МКС з березня 2009 року.
9 квітня 2009 року шатл «Індевор» був перевезений з ангара в будівлю вертикальної збірки. Шатл «Індевор», в першу чергу, готується до можливої рятувальної місії (STS-400) для «Атлантіса», який у травні 2009 року виконував політ з обслуговування телескопа «Хаббл». Перевезення «Індевора» проходила з 10 години 58 хвилин за Гринвічем (6:58 річного східного часу США) до 11 годин 50 хвилин.
У будівлі вертикальної збірки «Індевор» буде з'єднаний із зовнішнім паливним баком і двома твердопаливними прискорювачами.
17 квітня шатл «Індевор», який готується до можливої рятувальної місії STS-400 для шатлу «Атлантіс» STS-125, вивезений з будівлі вертикальної збірки і встановлений на стартовому майданчику 39В. Вивіз розпочався о 3 годині 57 хвилин за Гринвічем (16 квітня о 23 годині 57 хвилин річного часом східного узбережжя США). О 11 годині 17 хвилин «Індевор» встановлено на стартовому майданчику.
Одночасно два шатли знаходяться на стартових майданчиках і готуються до польоту: «Атлантіс» на стартовому майданчику 39А, «Індевор»-39В. «Індевор» залишатиметься в готовності до старту рятувальної місії STS-400 аж до того моменту, коли буде встановлено, що «Атлантіс» не має пошкоджень і зможе самостійно повернутися на землю. Після цього шатл «Індевор» буде перевезений на стартовий майданчик 39А, і готуватиметься до свого чергового польоту до Міжнародної космічної станції-STS-127.
21 травня шатл «Індевор», який знаходився в стані готовності до старту з місією порятунку STS-400, знятий з чергування. Це рішення було ухвалене у зв'язку з тим, що шатл «Атлантіс» знаходиться в хорошому стані і здатний самостійно повернутися на Землю. Шатл «Індевор» розпочав підготовку до своєї планової місії до МКС-STS-127, старт якої призначений на 13 червня.
29 травня ‘‘‘, що планувався на цей день, переїзд «Індевора» зі стартового майданчика 39В на майданчик 39А-за поганої погоди відкладений до 31 травня.
’31 травня‘ шатл «Індевор» перевезений зі стартового майданчика 39В на стартовий майданчик 39А. Перевезення почалася о 7 годині 16 хвилин за Гринвічем (3:00 16 хвилин місцевого часу) і закінчилася в 15 годин 42 хвилини. «Індевор» був останнім шатлом, який перебував на стартовому майданчику 39В. З 1986 по 2006 роки шатли 53 рази стартували зі стартового майданчика 39В.

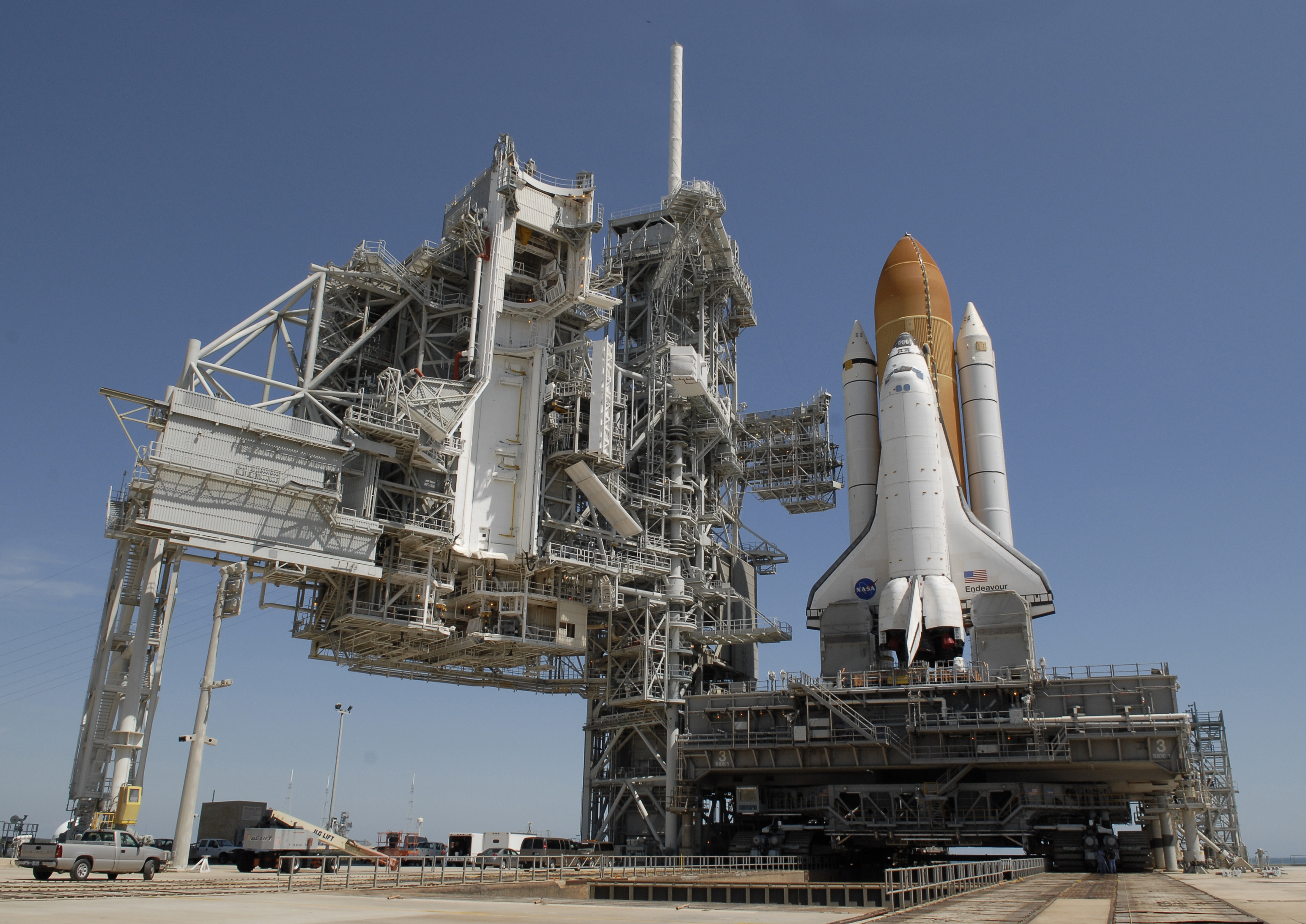
«Індевор» встановлено на старті 39А.

З цього дня майданчик 39В повністю перемикається на космічну програму «Сузір'я». Вона буде переобладнана для стартів розробляється в США нової ракети-носія «Арес I». Перший випробувальний пуск ракети «Арес I» з переобладнаної стартового майданчика 39В повинен відбутися наприкінці літа 2009 року.
3 червня  офіційно оголошено, що місія «Індевор» STS-127 стартує 13 червня об 11 годині 17 хвилин за Гринвічем (7:00 17 хвилин літнього часу східного часу США).
8 червня пізно ввечері в 23 годині 53 хвилин місцевого часу (3 години 53 хвилини 9 червня по Гринвічу) екіпаж «Індевора» прибув з Х'юстон на космодром на мисі Канаверал для заключної підготовки до старту місії STS-127, призначеного на 13 червня.
13 червня старт «Індевора» відкладено, принаймні, на чотири доби через виявлення витоку газоподібного водень. Заправка зовнішнього паливного бака шатла почалася в ніч на 13 червня в 1:00 52 хвилини за Гринвічем (21 година 52 хвилини місцевого часом 12 червня). Зазвичай заправка триває в близько трьох годин. Коли заправка була схожа до кінця, в 4 години 20 хвилин (0 годин 20 хвилин місцевого часу), датчики зафіксували підвищений рівень газоподібного водню в районі з'єднання паливопроводу із зовнішнім паливним баком шатла. О 4 годині 26 хвилин було офіційно оголошено, що старт шатла відкладається.
З аналогічною проблемою (витік газоподібного водню) фахівці НАСА стикалися в березні поточного року, під час заправки шатла «Діскавері», який готувався до місії STS-119. Того разу на усунення несправностей знадобилося чотири дні.
Старт «Індевора» може відбутися не раніше 17 червня (о 9 годині 40 хвилин за Гринвічем). Однак на 17 червня також призначений старт ракети-носія «Атлас-5», яка має вивести на орбіту два супутники, призначених для дослідження Місяця. Обидва запуску і шатла, і «Атласу» в один день неможливі. Для переконфігурації систем запуску між двома стартами необхідно близько 48 годин. Тому старт «Індевора», можливо, буде пересунуть на 20 червня (о 8 годині 30 хвилин).
НАСА зацікавлене в якнайшвидшому запуску «Індевора», так як перенесення старту «Індевора» спричинить за собою зсув запусків всіх наступних місій.
Однак, і запуск супутників для дослідження Місяця також має важливе значення в планах НАСА. Сприятливе вікно, для запуску супутників до Місяця, триває чотири доби. Наступна сприятлива можливість представиться через два тижні.
Рішення про дату запуску «Індевора» і «Атласу» буде прийнято в неділю (14 червня).
14 червня рішення про запуск «Індевора» не було прийнято. У сформованій ситуації розглядалися два варіанти:
- План А-старт «Індевора» 17 червня в 9:40:50 за Гринвічем і старт «Атласу» 19 або 20 червня
- План Б-старт «Атласу» 17 червня між 19 і 20 годинами і старт «Індевора» 20 червня.

Перевага віддається планом А, так як в цьому варіанті є одна можливість для запуску «Індевора» і дві можливості для «Атласу». Прогноз погоди на 17 червня більше сприятливий для плану А: імовірність прийнятних погодних умов в першій половині дня становить 70 %, а в другій половині дня-60 %.
Остаточне рішення про послідовність запусків 17 червня буде ухвалено в понеділок, 15 червня.
15 червня. Друга спроба старту шатлу «Індевор» призначена на 17 червня о 9 годині 40 хвилин за Гринвічем (5:00 40 хвилин місцевого часу). Старт ракети-носія «Атлас-5» з дослідницькими супутниками Місяця зрушать на 19 червня. Розглядається також можливість запуску ракети «Атлас-5» і 18 червня.
17 червня о 5 годині 55 хвилин (за чотири години до старту) скасована друга спроба запуску шатлу «Індевор». Причина скасування старту, та ж що і 13 червня-витік газоподібного водню з системи заправки. Хоча, як і у випадку з шатлом «Діскавері» в березні 2009 року, був замінений ущільнювач у вентилі паливопроводу, витік усунути не вдалося. Під час заправки вентиль кілька разів з перервами закривали і відкривали, в надії на успіх, але витік водню усунути не вдавалося. Причина несправності залишається невідомою.
Старт «Індевора» переноситься на (не раніше) 11 липня, час старту — 23 години 39 хвилин за Гринвічем (19 годин 39 хвилин місцевого часу).
1 липня після проведеного ремонту, фахівці НАСА провели успішне випробування

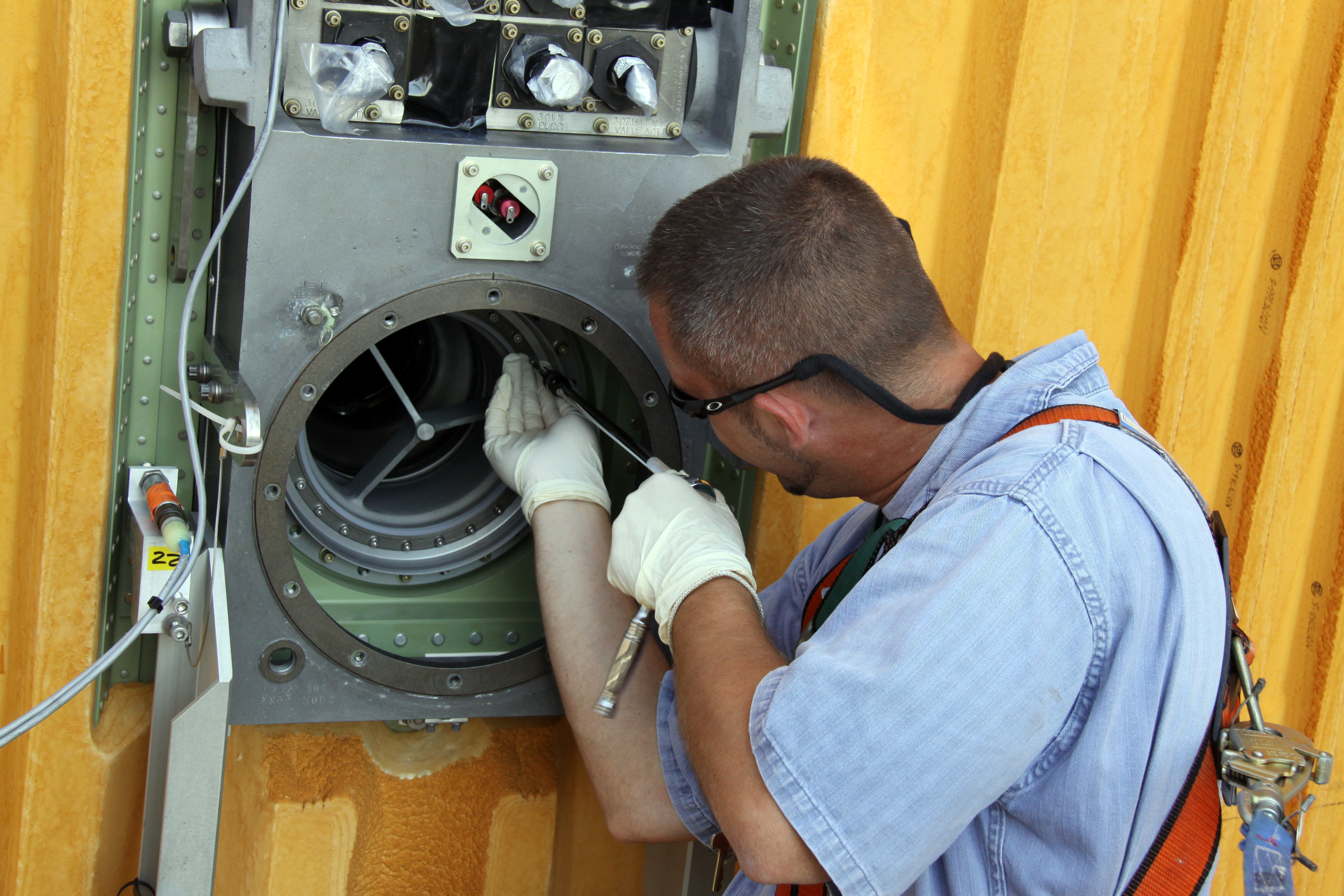
Ремонт системи заправки.

 Системи заправки зовнішнього паливного бака шатла «Індевор» рідким воднем. Під час спроб старту 13 і 17 червня саме витік водню стала причиною скасування старту. Цього разу все пройшло без зауважень, витоку водню не спостерігалося. Старт «Індевора» повинен відбутися 11 липня в 23 годині 39 хвилин 33 секунди за Гринвічем. Стиковка з МКС — 13 липня, повернення на Землю — 27 липня.
Вікно для запуску «Індевора» становить чотири дні, починаючи з 11 липня. Це обумовлено тим, що на 24 липня призначено старт чергового російського вантажного корабля «Прогрес». Запуск «Прогресу» має пріоритет перед запуском «Індевора», так як «Прогрес» повинен доставити необхідні матеріали для підтримки життєдіяльності шести членів екіпажу МКС.
Якщо старт «Індевора» не відбудеться до 14 липня, щоб уникнути можливих колізій з «Прогресом» на орбіті, старт «Індевора» доведеться відкладати до 29 липня.
Через затримку старту «Індевора» НАСА змушене перенести старт наступного шатла «Діскавері» STS-128 з 6 серпня на 18 серпня.
7 липня екіпаж «Індевора» повернувся на космодром мису Канаверал з Х'юстона. Екіпаж починає безпосередню підготовку до старту, призначеного на 11 липня.
7 липня екіпаж «Індевора» повернувся на космодром мису Канаверал з Х'юстона. Екіпаж починає безпосередню підготовку до старту, призначеного на 11 липня.
9 липня о 2 годині (8 липня о 22 годині річного часом східного узбережжя США) розпочато передстартовий відлік часу. Єдина перешкода для старту «Індевора» 11 липня може виникнути через несприятливу погоду. Відповідно до прогнозу погоди, у другій половині дня 11 липня над Флоридою очікуються дощі та грози. Ймовірність сприятливої погоди для запуску шатла становить 40 %. Поліпшення погоди очікується в неділю (12 липня) і в понеділок. Щоб встигнути виконати усі завдання майбутнього польоту, «Індевор» повинен відстикуватися від МКС не пізніше 27 липня, так як на цей день призначено старт російського вантажного корабля «Прогрес», політ якого має критичне значення для забезпечення необхідними матеріалами екіпажу станції. Тому, «Індевор» повинен бути запущений не пізніше 14 липня. Якщо цього не відбудеться, то старт буде відкладено до 27 липня.

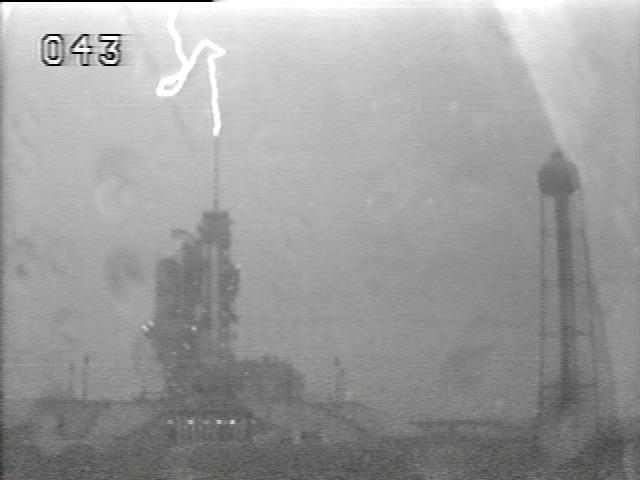
Гроза над стартовим майданчиком 10 липня 2009.

10 липня у другій половині дня під час грози 11 блискавок були зафіксовані в радіусі близько 550 метрів навколо стартовому майданчику 39А, на якій встановлено шатл «Індевор». Стартовий майданчик шатла обладнана блискавкозахистом. Під час грози було зафіксовано попадання блискавок у щогли блискавковідводів і у водонапірну башту. Безпосередніх попадань в шатл, в зовнішній паливний бак або в твердопаливні прискорювачі зафіксовано не було. 11 липня було прийнято рішення про затримку старту «Індевора» на одну добу. Старт мав відбутися 12 липня о 23 годині 13 хвилин за Гринвічем (19 годин 13 хвилин місцевого часу). Фахівці НАСА порахували, що, після трапилася грози, необхідно провести додаткове тестування працездатності електронних систем шатла.
12 липня через грозових хмар у районі космодрому запуск відклали на добу. Старт мав відбутися 13 липня о 22 годині 51 хвилину за Гринвічем (18 годин 51 хвилину місцевого часу).
13 липня о 22 годині 39 хвилин (за 12 хвилин до призначеного часу) старт «Індевора» був знову скасовано через несприятливу погоду на мисі Канаверал. Наступна спроба старту призначена на середу (15 липня), час старту 22 години 3 хвилини за Гринвічем (18 годин 3 хвилини місцевого часу).
15 липня о 22 годині 3 хвилини за Гринвічем (18 годин 3 хвилини річного часом східного узбережжя США) шатл «Індевор» успішно стартував до Міжнародної космічної станції.

## Опис польоту

### Старт і перший день польоту
22:03 15 липня — 4:03 16 липня

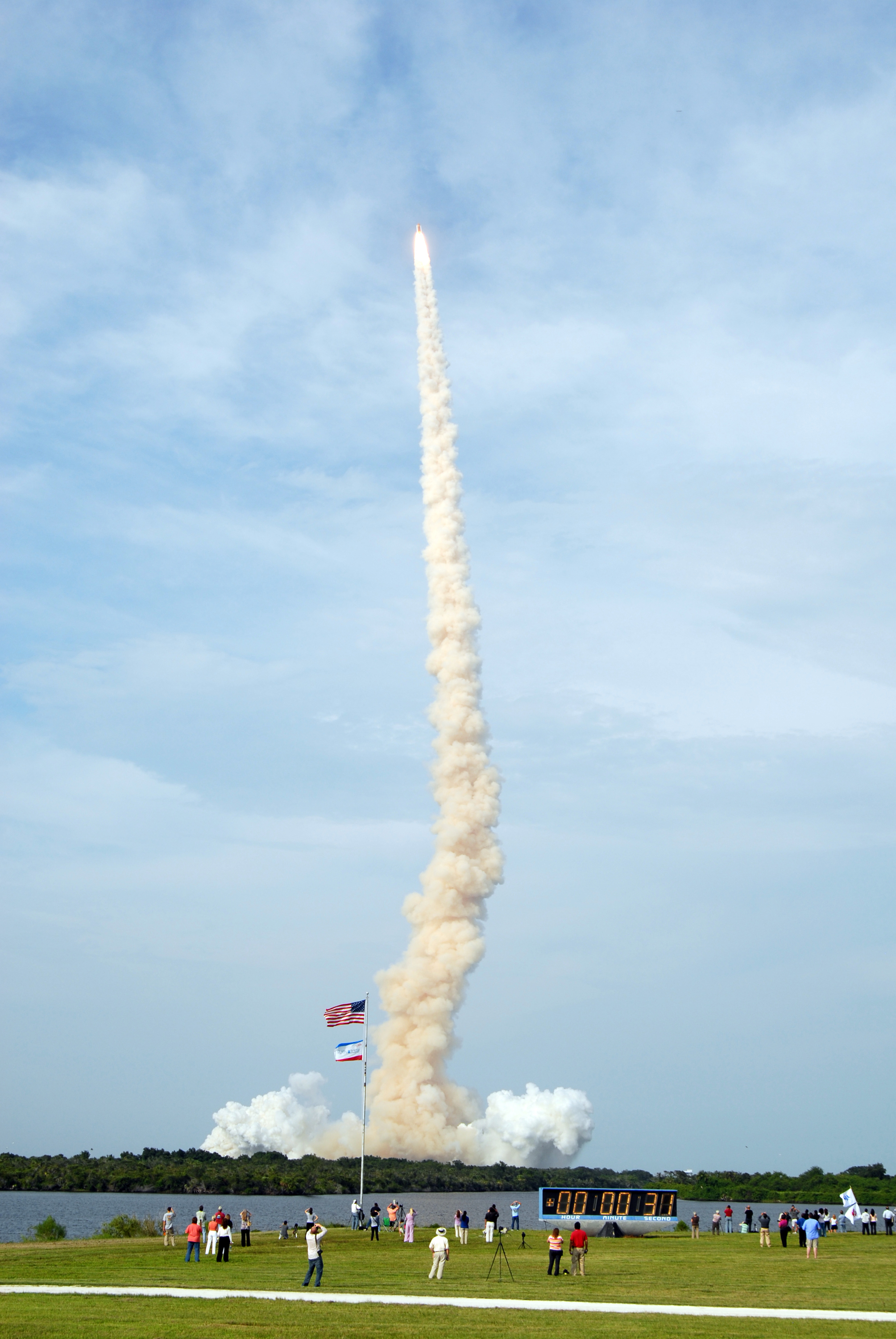
Старт 15.07.2009.

15 липня точно в призначений час (22 години 3 хвилини) шатлу «Індевор» у 23-й раз стартував у космос. П'ять разів старт переносився: двічі через несправність системи заправки зовнішнього паливного бака і тричі через несприятливі погодні умови на мисі Канаверал. Правий і лівий прискорювач, обладнані гальмівною системою, парашут ом і відеореєстратор ом, приземлилися на воду приблизно на 7 хвилині польоту.
Через 9 хвилин після старту шатл вийшов на орбіту. У цей час МКС перебувала над південною частиною Тихого океану.
Після виходу на орбіту, був відкритий вантажний відсік шатлу. Астронавти перевірили працездатність робота-маніпулятора, який вони використовуватимуть для інспекції теплозахисного покриття шатла у другий день польоту.
Під час старту «Індевора» було зафіксовано незвично багато відірвалися шматків теплоізоляції зовнішнього паливного бака. Відрив 2—3 шматків ізоляції відбувається при кожному старті. Цього разу було зафіксовано близько 15 відірвалися шматків ізоляції. Деякі з них вдарилися об днище шатла. За попередніми даними, значних пошкоджень теплозахисного покриття шатла не зафіксовано.

### Другий день польоту
12:03 16 липня — 3:03 17 липня
Астронавти проводили обстеження теплозахисного покриття крайок крил і носа шатла. Обстеження проводилося за допомогою камери і лазерного сканера, закріплених на пятідесятіфутовом подовжувачі робота-маніпулятора. Отримані зображення передані на землю, де експерти НАСА проведуть аналіз стану теплозахисту шатла.
Астронавти підготовляли системи шатлу до майбутньої 17 липня стикування з МКС.

### Третій день польоту
10:33 17 липня — 3:03 18 липня
У 15 годин 17 хвилин «Індевор» перебував на відстані 15 км від станції. У цей час був включений двигун шатла, який відпрацював 12 секунд. У 16 годин 5 хвилин «Індевор» знаходився на відстані 6,7 км від станції. У 16 годин 7 хвилин була встановлена пряма радіо зв'язок між шатлом і станцією. У 16 годин 30 хвилин відстань між шатлом і станцією становило 1, 61 км (1 миля).

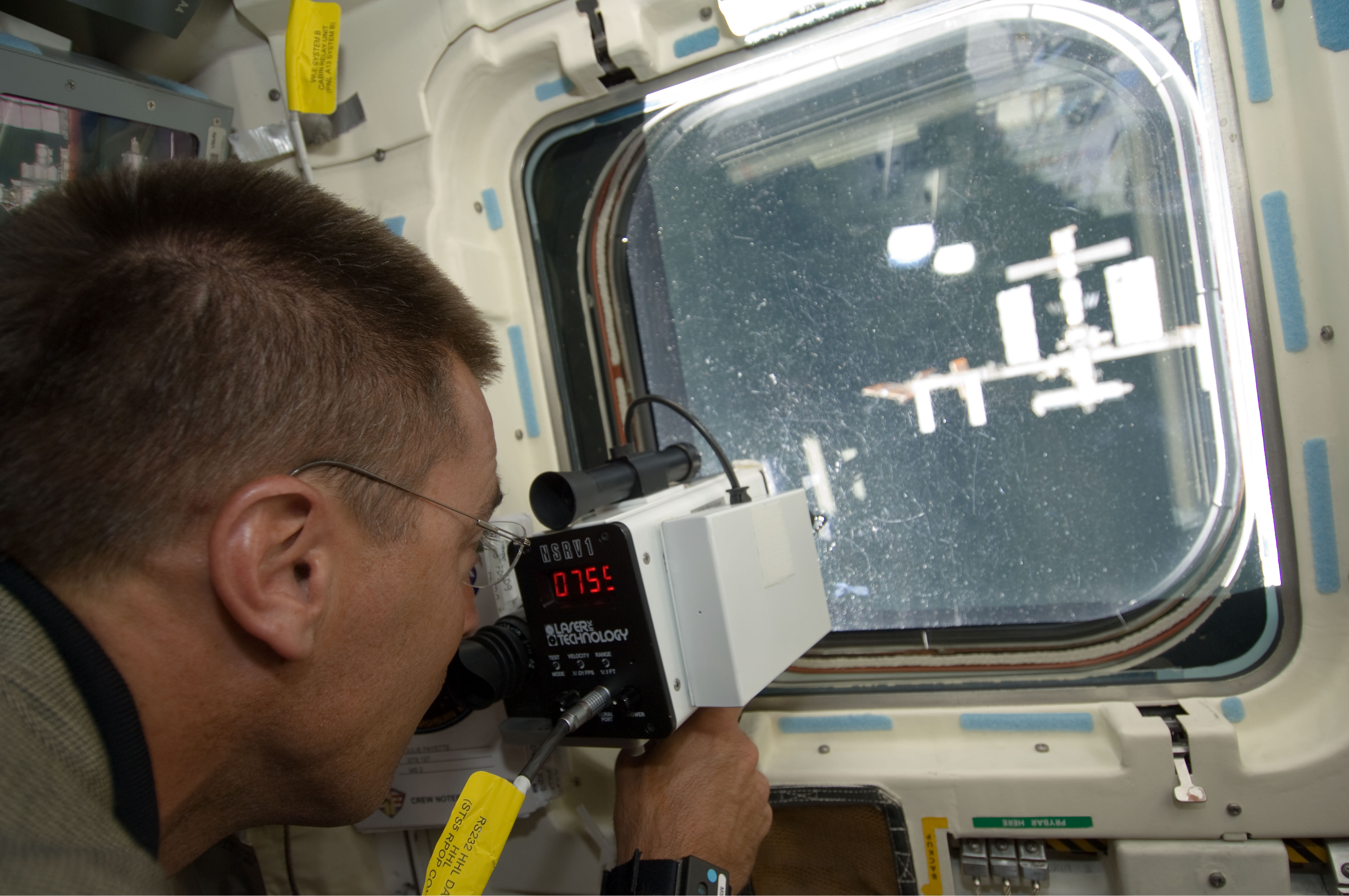
Крістофер Кессіді, за допомогою спеціального приладу, вимірює відстань до МКС.

Перед стикуванням (в 16 годин 56 хвилин), коли «Індевор» знаходився на відстані 180 м від станції, під керуванням командира корабля Марка Поланскі, шатл здійснив переворот перед ілюмінаторами станції. Під час перевороту, астронавти станції Геннадій Падалка і Майкл Барратт, за допомогою камер оснащених 400 і 800 міліметровими об'єктивами, проводили фотографування теплозахисного покриття шатла. Було зроблено близько 300 знімків. Ці зображення передані на Землю для аналізу з метою виявлення можливих пошкоджень теплоізоляції шатла.
У 17 годин 34 хвилини шатл був на відстані від станції.
Стиковка відбулася в 17 годин 47 хвилин. У цей час станція і шатл знаходилися над північ ом Австралії.
У 19 годин 48 хвилин був відкритий люк між шатлом і МКС. Вперше на станції перебувають одночасно тринадцять астронавтів і космонавтів.
О 21 годині 22 хвилини астронавти повідомили, що у складі 20-й довготривалої експедиції МКС відбулася заміна, місце японського астронавта Коїті Ваката зайняв американський астронавт Тімоті Копра. З цього часу Ваката вважається членом екіпажу «Індевора». Ваката повернеться на Землю в шатлі «Індевор». Тімоті Копра пропрацює на станції близько півтора місяців і повернеться на Землю на шатлі «Діскавері» STS-128.
У цей же день астронавти почали переносити обладнання і матеріали з шатла в станцію. Були перенесені скафандри і інструменти, які будуть використовуватися під час першого виходу у відкритий космос, який призначений на наступний день (субота, 18 липня).

### Четвертий день польоту
11:03 18 липня — 2:33 19 липня
День першого виходу у відкритий космос. Вихід у космос здійснювали Девід Вулф і Тімоті Копра. Вихід почався в 16 годин 19 хвилин.

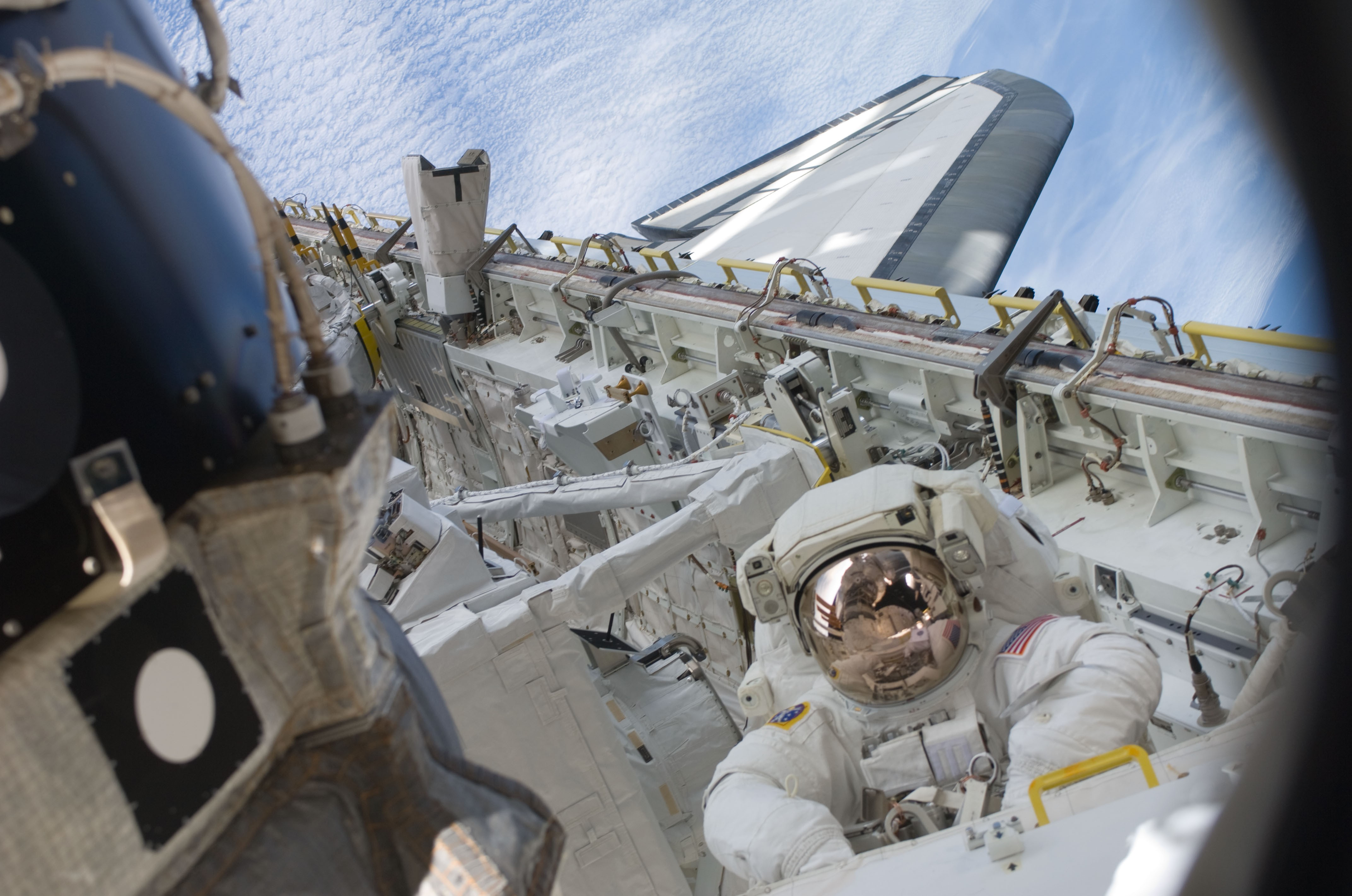
Тімоті Копра працює у вантажному відсіку шатла.

Тімоті Копра попрямував у вантажний відсік шатлу, щоб підготувати експериментальну платформу японського дослідницького модуля «Кібо» до вивантаження з відсіку шатла. Девід Вулф попрямував до зовнішнього торця модуля «Кібо», щоб підготувати механізми, за допомогою яких до модуля буде приєднана експериментальна платформа. У 17 годин 43 хвилини Вулф і Копра завершили роботи пов'язані з японським модулем. З експериментальної платформи, що знаходиться у вантажному відсіку шатла, були зняті всі транспортні кріплення і від'єднані всі кабелі. Подальше переміщення експериментальної платформи з вантажного відсіку до місця з'єднання з модулем «Кібо» та її під'єднання до модуля здійснювалося без участі астронавтів, що знаходяться у відкритому космосі. Платформа переміщалася за допомогою роботів-маніпуляторів станції та шатла. Механізм з'єднання експериментальної платформи з модулем «Кібо» сконструйований так, що не потрібно додатково якимось чином прикріплювати її або приєднувати каки-то кабелі. Механізм з'єднання спрацьовує автоматично.
Експериментальна платформа (вага якої 4, 1 тонни), яка перебувала у вантажному відсіку шатла, була захоплена роботом-маніпулятором МКС, яким управляли Коїті Ваката і Даглас Херлі, і піднята з вантажного відсіку.
Тімоті Копра продовжив роботу у вантажному відсіку, він зняв транспортні кріплення і від'єднав кабелі від універсальної вантажної платформи. Наступного дня ця платформа буде вивантажено з шатла і закріплена на фермової конструкції станції.
В цей же час Девід Вулф виконував попередню роботу, щоб підготувати для обслуговування систему охолодження, розташованої на фермової конструкції станції. Обслуговування цієї системи буде проводитися пізніше.
У 19 годин 35 хвилин Вулф і Копра перемістилися до сегменту Р3 фермової конструкції. Їм належало розкрити зовнішню негерметичну платформу, яка призначена для закріплення на ній різних інструментів і матеріалів, які будуть доставлені наступними експедиціями шатлів. Цю роботу не вдалося виконати під час попереднього польоту шатла «Діскавері» STS-119. Застосувавши нові інструменти, які, враховуючи попередній досвід, були спеціально виготовлені для цієї мети, астронавтом вдалося розкрити цю негерметичну платформу. Астронавти повинні були розкрити таку ж негерметичну платформу на правій гілці фермової конструкції станції, проте залишалося мало часу для виконання цієї роботи. Астронавти почали пересуватися до шлюзового модулю. О 21 годині 45 хвилин Вулф і Копра повернулися в модуль «Квест». О 21 годині 51 хвилину вихід у відкритий космос закінчився. Тривалість виходу склала 5 годин 32 хвилини.
Це був 126-й вихід пов'язаний з МКС.
У 18 годин 29 хвилин експериментальна платформа японського модуля була захоплена також роботом-маніпулятором шатла, яким управляли Жюлі Пайетт і Марк Поланскі. Маніпулятор станції був від'єднаний від платформи і пересунувся на ліву сторону фермової конструкції станції, навпроти модуля «Кібо».
У 19 годин 55 хвилин розпочався другий перехоплення експериментальної платформи японського модуля, цього разу від маніпулятора шатла до маніпулятора станції.

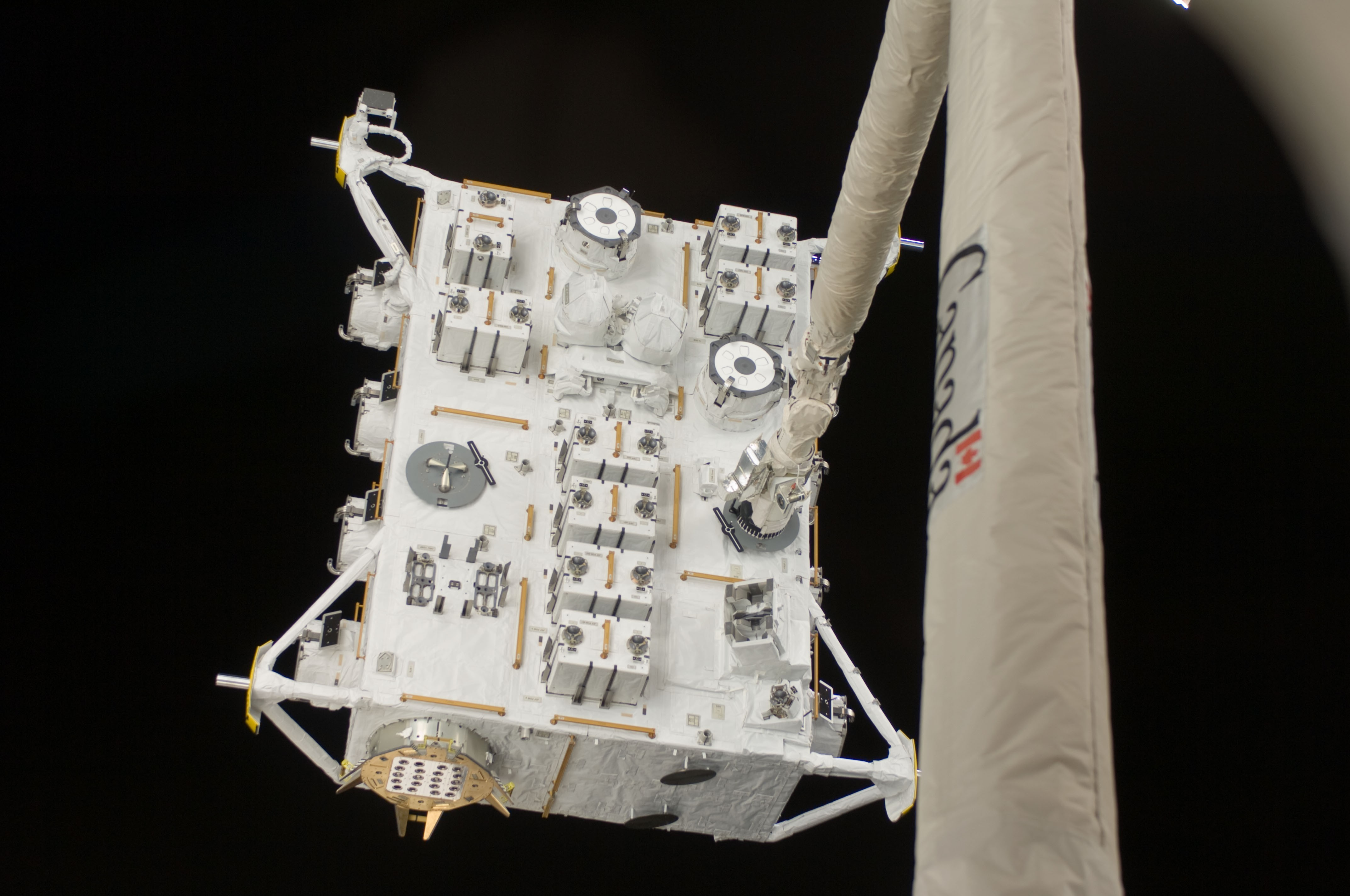
Японська експериментальна платформа переноситься маніпулятором станції.

У 21 годину 8 хвилин експериментальна платформа японського модуля була знову перехоплена роботом-маніпулятором станції, який почав повільне переміщення платформи до її місця з'єднання з модулем «Кібо». О 22 годині 26 хвилин розпочалася заключна фаза з'єднання експериментальної платформи до модуля «Кібо».
У процесі установки експериментальної платформи використовувався також і третій робот-маніпулятор, який встановлений на модулі «Кібо». На цьому маніпуляторі була закріплена відеокамера, за допомогою якої контролювалося пересування експериментальної платформи.
У 23 години 43 хвилини експериментальна платформа була приєднана до модуля «Кібо». На експериментальній платформі є дев'ять місць, на яких можуть бути встановлені різні прилади. До кожного такого місця підведено електроживлення, канали передачі даних і система охолодження. За допомогою платформи, передбачається проведення експериментів з вивчення Землі, навколишнього космічного простору, дослідження в області астрономії і матеріалознавстві.
Спеціальна група фахівців НАСА проаналізувала зображення «Індевора» отримані під час старту і під час фотографування з борту МКС. Було знайдено 16 незначних ушкоджень теплозахисного покриття шатла. Найбільше пошкодження має розмір 5 × 5 см (2 × 2 дюйми) і глибину 1, 5 см (0, 6 дюйма). Всі виявлені пошкодження не є перешкодою для безпечного приземлення шатла. Вирішено також, що не потрібно додаткових обстежень теплозахисного покриття шатла.

### П'ятий день польоту
10:33 19 липня — 2:33 20 липня

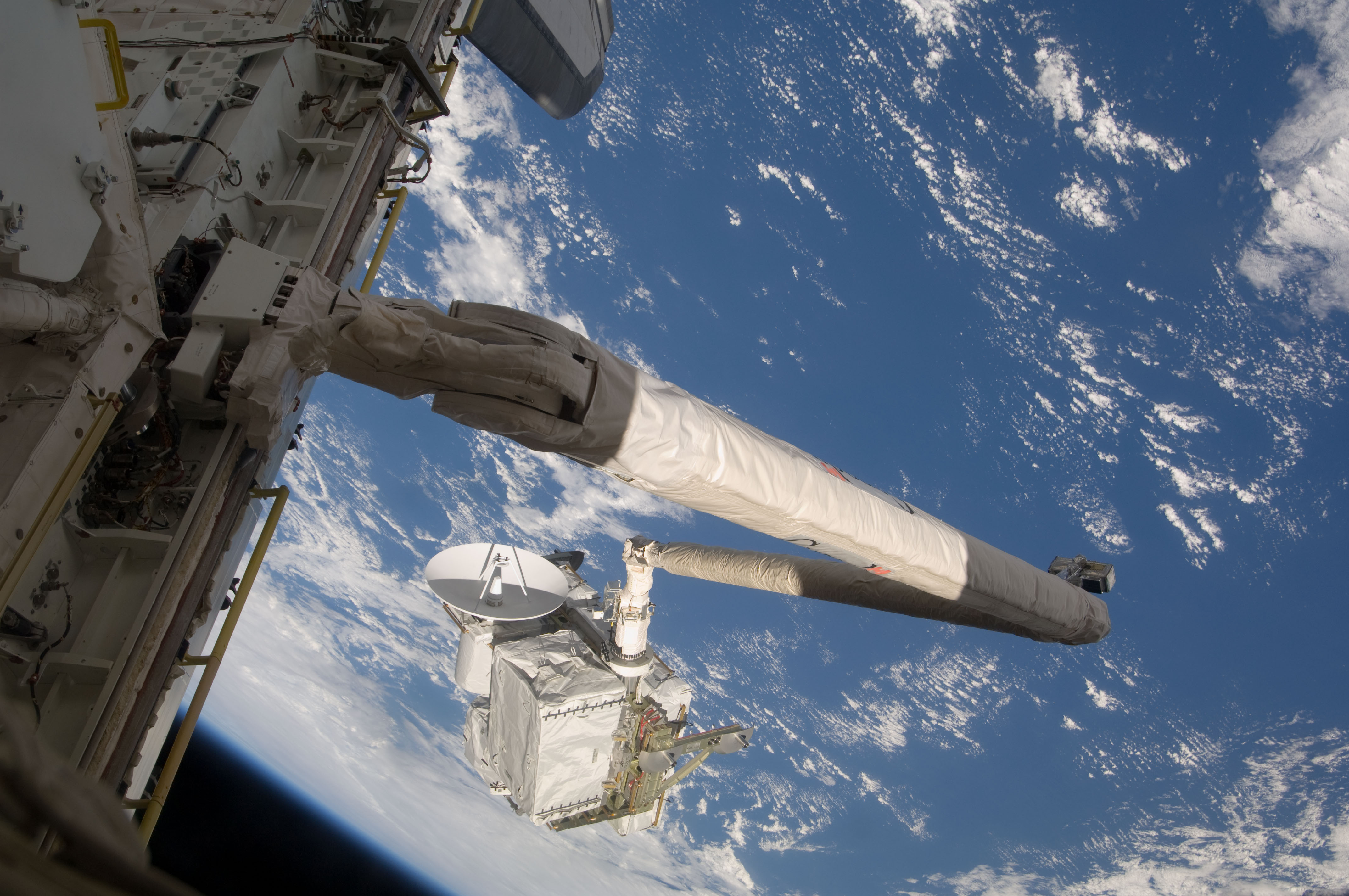
Універсальна вантажна конструкція переноситься маніпулятором шатла.

У вантажному відсіку шатла перебувала універсальна вантажна конструкція (Integrated Cargo Carrier-Vertical Light Deployable, ICC-VLD). Розміри цієї конструкції 2, 4 × 4 метри (8 × 13 футів), а вага разом із закріпленим на рей обладнанням , -4 тонни. На універсальній вантажний конструкції закріплені: запасне обладнання для станції, у тому числі шість акумуляторних батарей. Під час наступного виходу в космос, астронавти знімуть доставлене обладнання з вантажною конструкції та закріплять це обладнання на зовнішній поверхні станції. Доставлені акумулятори будуть встановлені на сегменті Р6, а старі акумулятори з сегмента Р6 будуть закріплені на вантажній конструкції. Пізніше ця вантажна конструкція буде знову поміщена у вантажний відсік шатлу. У 14 годин 12 хвилин універсальна вантажна конструкція, за допомогою маніпулятора шатла була піднята з вантажного відсіку. У 15 годин 27 хвилин конструкція була перехоплена маніпулятором станції і в 16 годин 48 хвилин встановлена на рухомому візку на лівій стороні фермової конструкції станції. Маніпулятором шатла управляли Марк Поланскі і Даглас Херлі, а маніпулятором станції Жюлі Пайетт і Тімоті Копра.
Девід Вулф і Томас Маршберн готували скафандри й інструменти для наступного виходу у відкритий космос.
Астронавти переносили матеріали та обладнання з шатла на станцію.
Туалет, який розташований в модулі «Дестіні», вийшов з ладу. Астронавти спільно з фахівцями на землі намагаються розібратися з виниклими несправностями. Астронавти користуються туалетами, розташованими в російському модулі «Зірка» і в шатлі. Однак користування туалетом в шатлі обмежена. Це пов'язано з тим, що все, що потрапляє в цей туалет, накопичується в баку, до тих пір, поки цей бак не наповнювався. Потім вміст цього бака викидається в космос. В даний час шатл пристикований до МКС в безпосередній близькості від японського модуля, і викиди туалету будуть потрапляти на знов встановлену експериментальну платформу, і забруднювати експерименти. Тому бажано, щоб бак в туалеті шатла наповнилася до тих пір, поки шатл НЕ отстикуется від станції.

### Шостий день польоту
10:33 20 липня — 02:03 21 липня
День другого виходу у відкритий космос. Вихід здійснювали Девід Вулф і Томас Маршберн. Астронавти повинні були розвантажити універсальну вантажну конструкцію, яка за день до цього була піднята з вантажного відсіку шатлу і закріплена на зовнішній стороні станції. На універсальній вантажний конструкції на станцію були доставлені: антена Ku-діапазон, насос для системи охолодження станції і привід для рухомий візки станції, на якій встановлено робот-маніпулятор станції. Всі ці компоненти будуть зберігатися на станції як запасні, на випадок виходу з ладу аналогічних компонент, що працюють на станції. Ці компоненти могли бути доставлені тільки на шатлі, які припинять польоти в 2010 році.

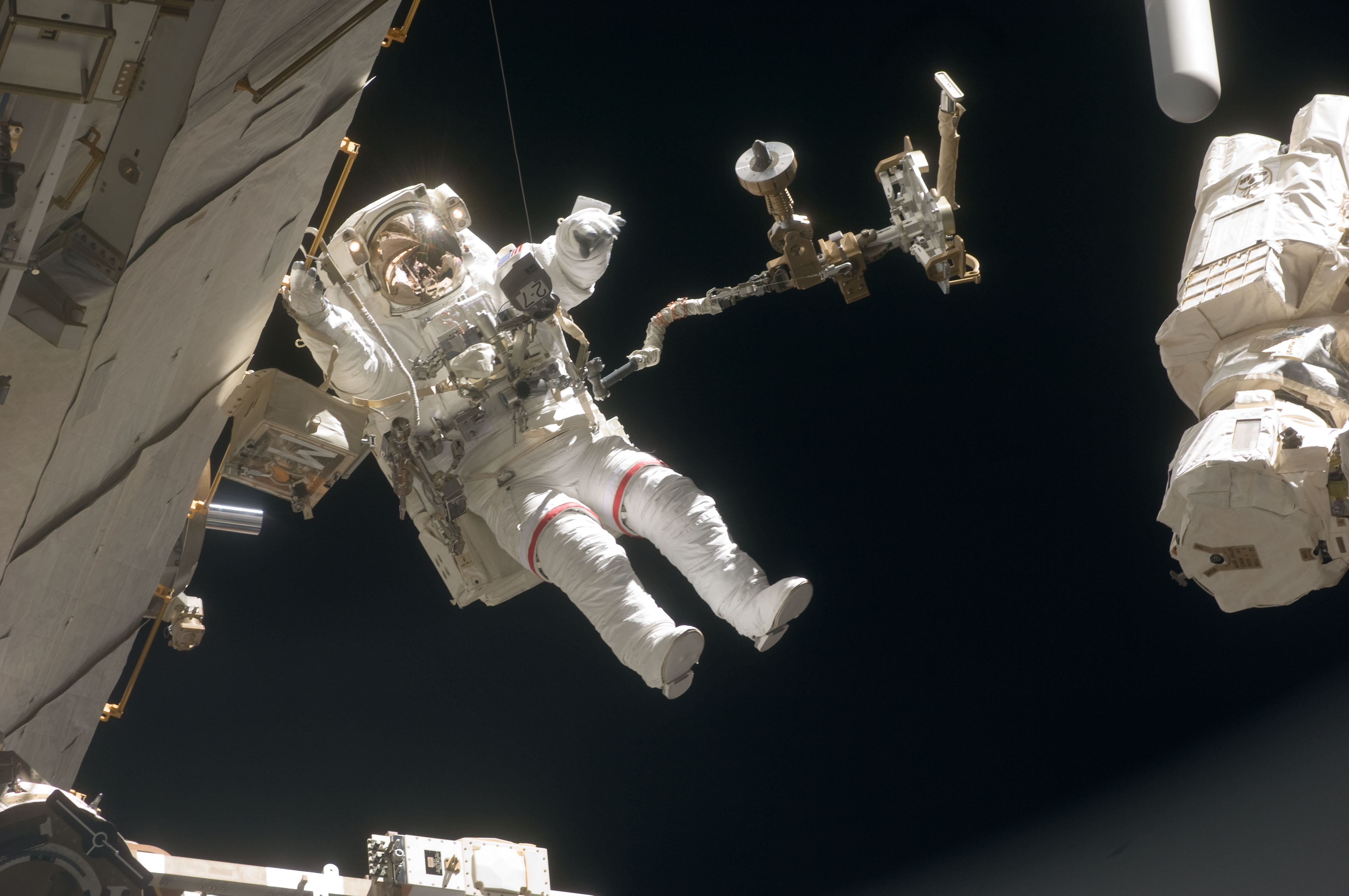
Девід Вулф під час другого виходу у відкритий космос.

Потім Вулф і Маршберн перемістилися в знову встановленої японської експериментальної платформі і змонтували на ній відеокамеру, за допомогою якої буде вестися спостереження за установкою та проведенням експериментів, проведеними на цій платформі, а також ця камера буде використовуватися в процесі стикування японського вантажного корабля до станції.
Вихід почався в 15 годин 27 хвилин.
Девід Вулф був закріплений на роботі-маніпуляторі станції. Астронавти перемістилися до універсальної вантажний конструкції. Астронавти від'єднали антену. Девід Вулф, перебуваючи на маніпуляторі, підняв антену. Маршберн тим часом перебрався до місця на фермової конструкції станції, де буде закріплена антена. У 18 годин 23 хвилини антена була закріплена.
До 19 години 21 хвилини астронавти виконали аналогічну операцію з насосом системи охолодження.
У 20 годин 31 хвилини астронавти закінчили переноску приводу для рухомий візки станції.
На універсальній вантажний конструкції залишилися ще шість акумуляторів, які будуть зняті і встановлені на сегменті Р6 фермової конструкції станції під час наступних виходів у космос.

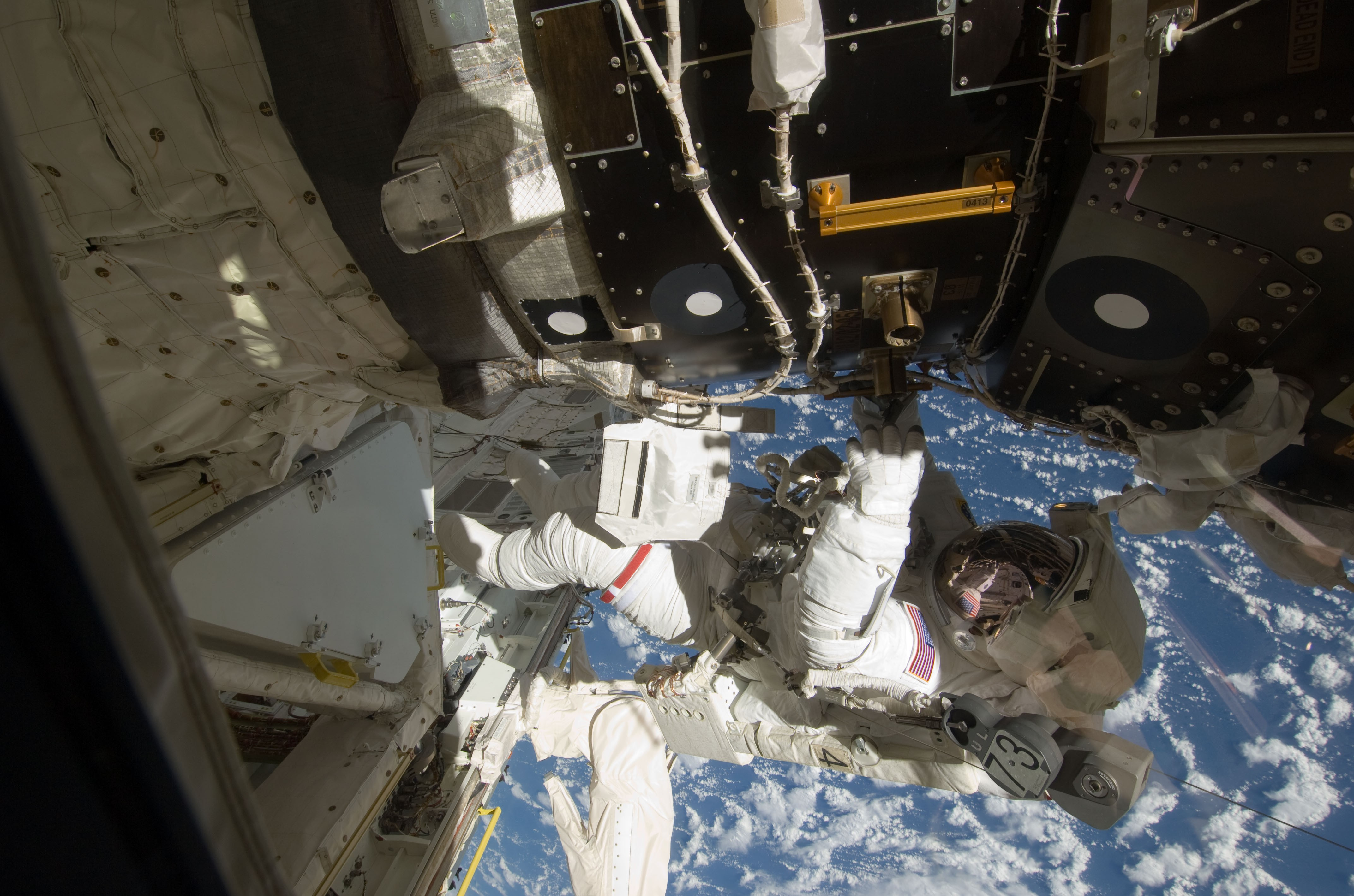
Томас Маршберн під час другого виходу у відкритий космос.

Виконання завдань з розвантаження універсальної вантажний конструкції тривало занадто довго, тому залишилося недостатньо часу для установки відеокамери на японському модулі. Ця камера буде встановлена під час наступних виходів у космос. Замість цього астронавти встановили додаткову ізоляцію на силові кабелі, які розташована навколо стикувального порту, і які є частиною системи передачі електроенергії від сонячних батарей станції до шатла.
О 22 годині 5 хвилин астронавти повернулися до шлюзового модулю.
Вихід закінчився в 22 години 20 хвилин. Тривалість виходу склала 6 годин 53 хвилини. Це був 127-й вихід, пов'язаний з МКС.
Замінивши кілька забруднених компонентів, астронавтам вдалося полагодити туалет в модулі «Дестіні». З 16 годин 34 хвилин туалет знову функціонує.

### Сьомий день польоту
10:03 21 липня — 2:03 22 липня
У 13 годин за допомогою робота-маніпулятора шатла з вантажного відсіку було піднято контейнер, що містить три експериментальних приладу, які повинні бути встановлені на японській експериментальної платформі. У контейнері знаходяться: прилад для астрономічних спостережень в рентгенівському діапазоні, прилад для моніторингу навколишнього простору і система комунікації.
У 13 годин 43 хвилини транспортна конструкція з японськими приладами була перехоплена маніпулятором станції. Потім конструкція була підведена до експериментальної платформі. У 14 годин 37 хвилин транспортна конструкція була встановлена на експериментальній платформі.

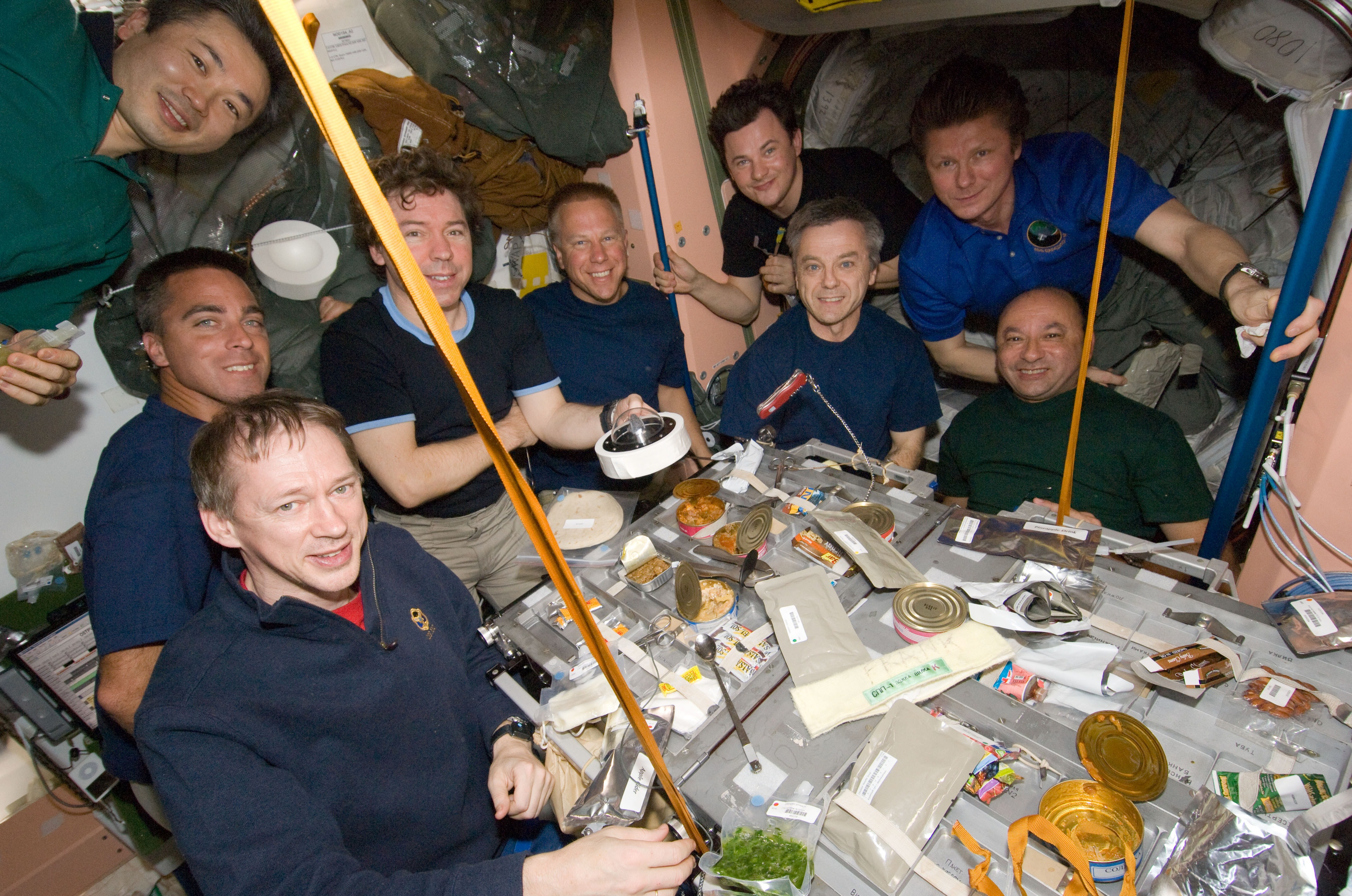
Спільний обід екіпажів шатла і МКС.

Прилади, які знаходяться на транспортній конструкції, будуть встановлені на призначені для них місця на експериментальній платформі за допомогою робота-маніпулятора японського модуля. Після цього, порожня транспортну конструкцію знову помістять у вантажний відсік шатлу і відправлять на Землю.
Після операції з японською транспортної конструкцією, за допомогою робота-маніпулятора станції була захоплена універсальна вантажна конструкція, на якій знаходяться шість запасних акумуляторів. До 18 годин 48 хвилин маніпулятор станції перемістився до лівого краю фермової конструкції, де знаходиться сегмент Р6. Під час наступних виходів астронавти замінять акумулятори сегмента Р6, які знаходяться в експлуатації вже більше восьми років, на нові. Сегмент Р6 був встановлений на станції в листопаді 2000 року під час місії «Індевор» STS-97.
Астронавти Вулф і Кессіді готували скафандри й інструменти для виходу в космос на наступний день.
У другій половині дня астронавти мали час для відпочинку.

### Восьмий день польоту
10:03 22 липня — 1:03 23 липня

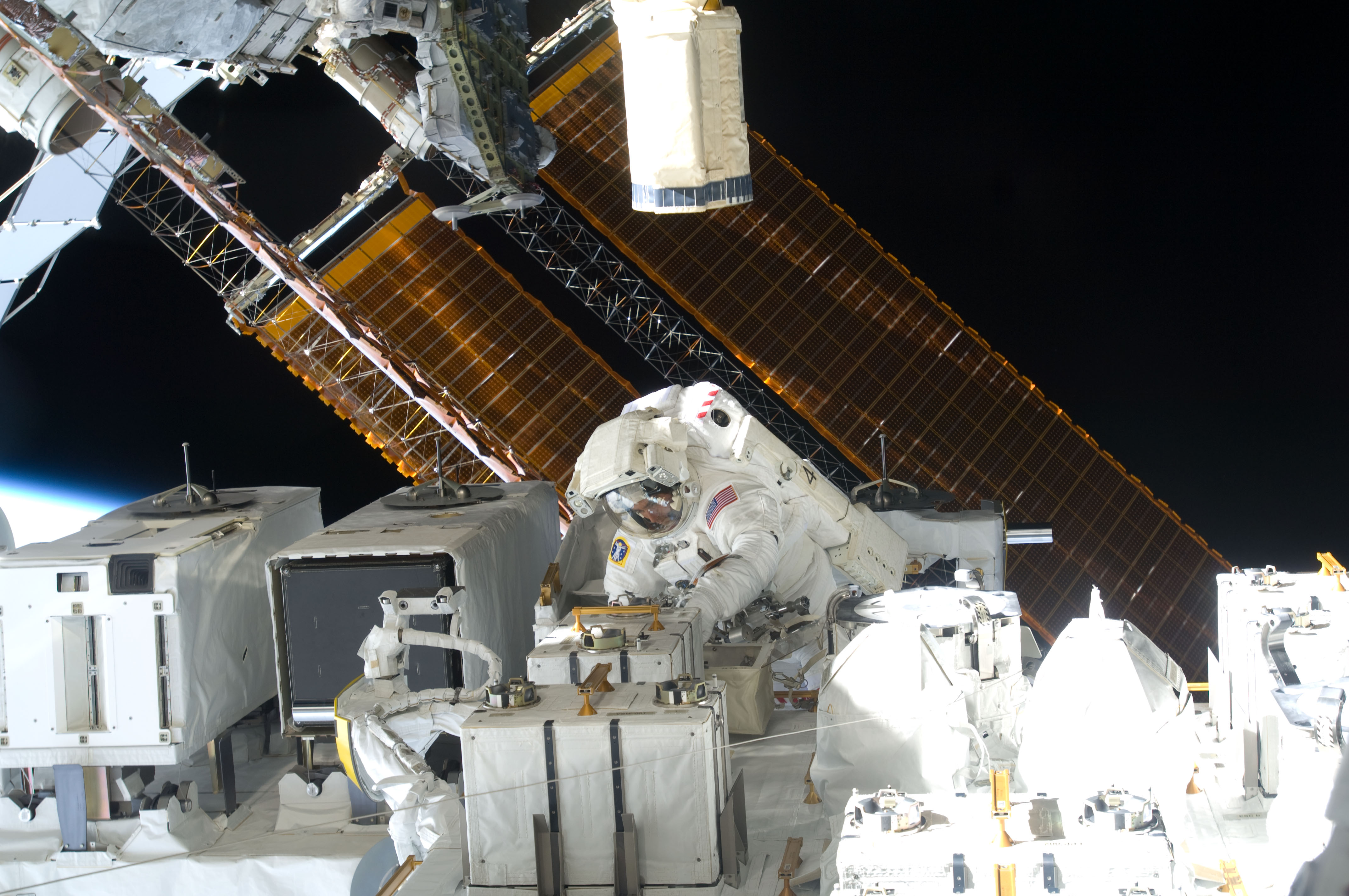
Крістофер Кессіді працює на японській експериментальної платформі.

День третього виходу у відкритий космос. Вихід здійснювали Девід Вулф і Крістофер Кессіді. Астронавти повинні були замінити чотири з шести акумуляторів на сегменті Р6 фермової конструкції станції. Астронавтам належало працювати на найдальшому краю (приблизно на відстані 45 метрів від шлюзового модуля «Квест») фермової конструкції, де знаходиться сегмент Р6. Кожен нікель-водневий акумулятор має розмір 100 × 90 × 45 см (40 × 36 × 18 дюйм ів) і важить 170 кг (375 фунтів). Тривалість роботи акумуляторів розрахована на 6, 5 років.
Вихід почався в 14 годин 32 хвилини. Девід Вулф попрямував до модулю «Гармонія», щоб підготувати обладнання, яке буде необхідно під час стиковки японського вантажного корабля HTV, прибуття якого на станцію заплановано на вересень поточного року. Крістофер Кессіді попрямував до знову встановленої японської експериментальної платформі, щоб підготувати до установки на ній приладів, що знаходяться на транспортній конструкції.
До 16 години Вулф і Кессіді закінчили виконання перших завдань і почали пересуватися до сегменту Р6.
У 16 годин 40 хвилин астронавти Розмонтувати і дістали з слота на сегменті Р6 першу батарею. Ця батарея була закріплена на тимчасовому місці. Потім астронавти дістали нову батарею з універсальної вантажний конструкції, яка підвішена на роботі-маніпуляторі станції. У 17 годин 11 хвилин перша батарея була встановлена на сегменті Р6. У такій же послідовності до 18 годинах 36 хвилинах була замінена друга батарея. У 19 годин 26 хвилин астронавти дістали з слота на сегменті Р6 третю батарею.

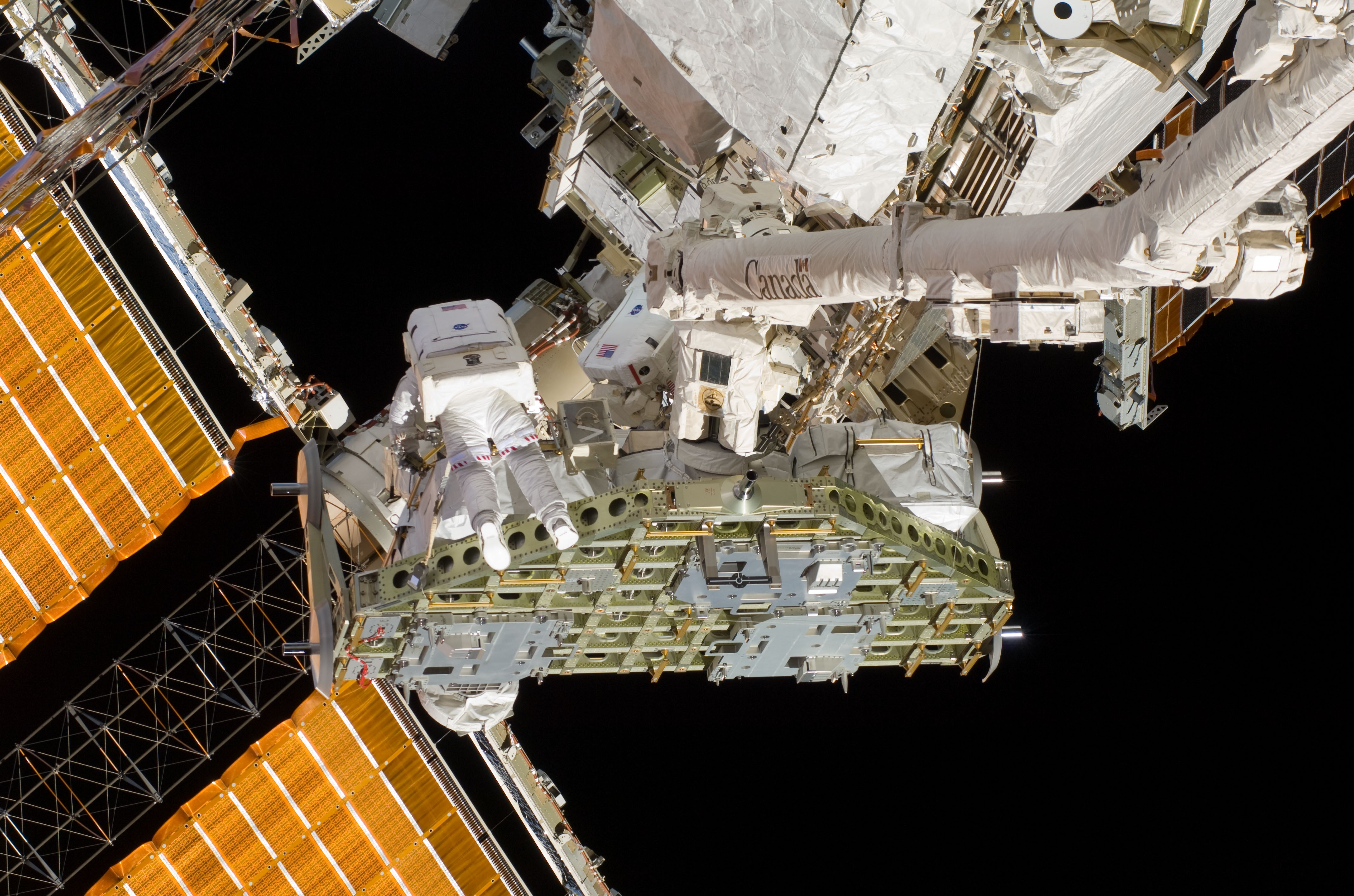
Кессіді і Вулф працюють на універсальній вантажний конструкції біля сегмента Р6 станції.

У 19 годин 52 хвилини було відмічено, що концентрація двоокису вуглецю в скафандрі Кессіді постійно зростає. Імовірно, в скафандрі Кессіді вийшла з ладу каністра, що містить гідроксид літію (LiOH), який поглинає двоокис вуглецю (CO2) з внутрішньої атмосфери скафандра. Нормальний тиск двоокису вуглецю в скафандрі становить 0, 3-0, 5 мм ртутного стовпа. У скафандрі Кессіді тиск підвищився до 3 мм рт. ст. В атмосфері станції та шатла тиск двоокису вуглецю становить 5 мм рт. ст. Сигнал тривоги в скафандрі спрацьовує, якщо тиск досягає 8 мм рт. ст. Якщо тиск досягає 15 мм рт. ст., то у астронавта починається нездужання. У ситуації що склалася під час поточного виходу у відкритий космос, здоров'я Кессіді не наражати на небезпеку. З центру управління польотом надійшла команда астронавтам: припинити роботу у відкритому космосі і повернутися в шлюзовий модуль. До цього часу астронавти замінили на сегменті Р6 дві акумуляторні батареї з запланованих чотирьох. Була також Розмонтувати і знята третя батарея. Через припинення виходу, ця батарея була тимчасово закріплена на місці.
У 20 годин 21 хвилину астронавти повернулися в шлюзовий модуль.
Вихід був закінчений у 20 годин 31 хвилину. Тривалість виходу склала 5:00 59 хвилин.
Це був 128-й вихід, пов'язаний з МКС.
Під час наступного виходу, який відбудеться в п'ятницю (24 липня), астронавти Кессіді і Маршберн повинні будуть замінити решта чотири акумуляторні батареї на сегменті Р6.

### Дев'ятий день польоту
9:33 23 липня — 1:03 24 липня
Астронавти двадцятої експедиції МКС Коїті Ваката і Тім Копра вперше використали японський робот-маніпулятор за призначенням. За допомогою маніпулятора були перенесені прилади з транспортною конструкції на експериментальну платформу.

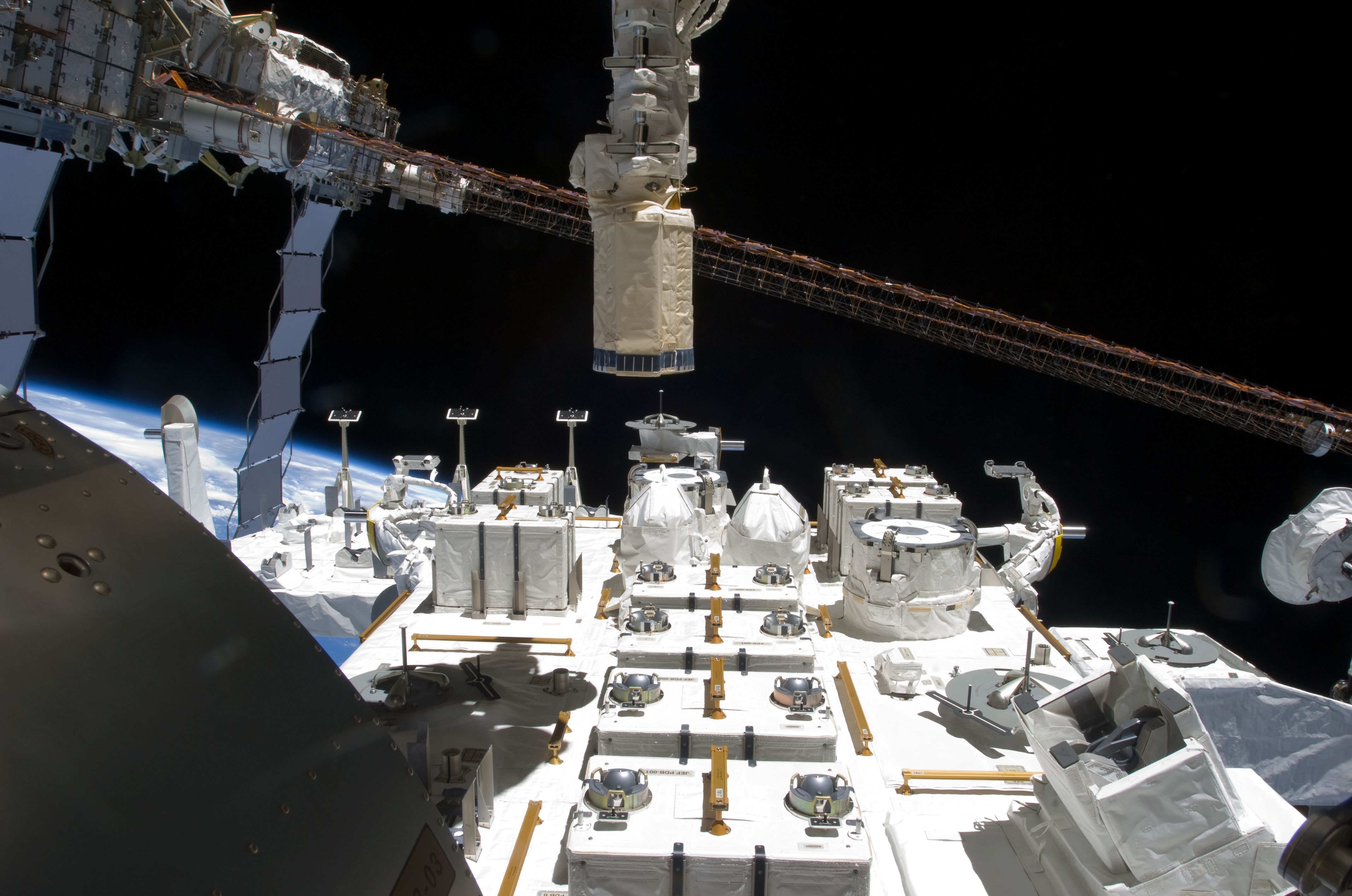
Вид на японську експериментальну платформу з модуля «Кібо».

Першим був перенесений прилад, призначений для вивчення космічного випромінювання в рентгенівському діапазоні (Monitor of All-sky X-ray Image). У 15 годин 25 хвилин цей прилад був встановлений на передній стороні японської експериментальної платформи.
Другим був перенесемо прилад-система міжорбітального комунікації (Inter-orbit Communications System), який призначений для безпосереднього зв'язку між японським дослідним модулем «Кібо» і центром управління в Цукуба. Цей зв'язок буде здійснюватися через японський комунікаційний супутник. Через цей прилад буде здійснюватися двостороння радіозв'язок, передача на Землю отриманих експериментальних даних, а також передача відеозображення. У 17 годин 26 хвилин прилад був захоплений маніпулятором, яким управляли Жюлі Пайетт і Тімоті Копра. У 18 годин 58 хвилин система комунікації була встановлена на зовнішній стороні експериментальної платформи.
У 19 годин 43 хвилини почалася переноска приладу призначеного для вивчення навколишнього космічного простору (Space Environment Data Acquisition Equipment-Attached Payload, SEDA-AP). Цей прилад призначений для вимірювання параметрів нейтрон ів, плазми, важких іонів, частинок високої енергії, атомарного кисню і космічного пилу в навколишньому МКС просторі.
О 21 годині 20 хвилин цей прилад був встановлений на експериментальній платформі.
Астронавти провели дві прес-конференції. Перша відбулася в 20 годин 23 хвилини, друга-в 21 годину 58 хвилин.
Кессіді і Маршберн готували скафандри й інструменти для наступного виходу у відкритий космос. У скафандрі Кессіді була замінена каністра з гідроксидом літію.

### Десятий день польоту
9:03 24 липня — 00:33 25 липня
День четвертого виходу у відкритий космос. Вихід здійснювали Крістофер Кессіді і Томас Маршберн. Під час виходу астронавти повинні були замінити чотири акумуляторні батареї на сегменті Р6 фермової конструкції станції. Робота була розрахована на 7, 5 годин.
Після достроково припиненої третього виходу положення ситуація з акумуляторами було наступним: були Розмонтувати і зняті три акумулятора з сегменту Р6, два з яких були упаковані на універсальній вантажний конструкції, а третій був тимчасово закріплений на сегменті Р6 ; два нових акумулятора були встановлені на їх робочі місця на сегменті Р6.
Вихід почався в 13 годин 54 хвилини.

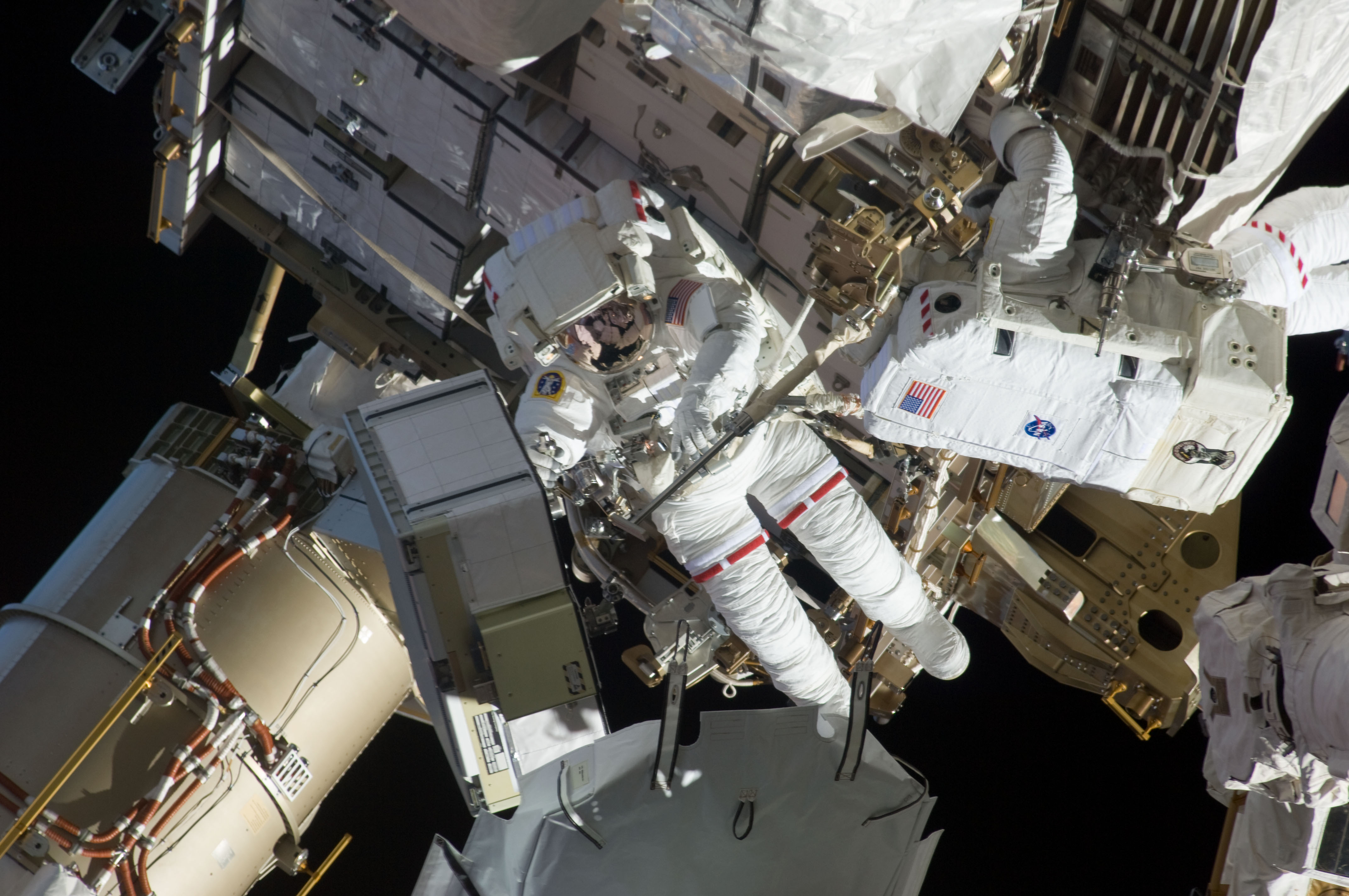
Томас Маршберн (праворуч) і Крістофер Кессіді під час четвертого виходу у відкритий космос.

Астронавти перебралися до сегменту Р6 на дальньому лівому краю фермової конструкції станції. У 14 годин 35 хвилин астронавти приступили до роботи на сегменті Р6. Вони дістали третій новий акумулятор з універсальної вантажний конструкції і в 15 годин 19 хвилин встановили його у вільний слот на сегменті Р6. Потім Кессіді дістав наступний новий акумулятор, а Маршберн Розмонтувати наступний старий акумулятор. У 16 годин 12 хвилин астронавти упакували старий акумулятор на вантажний конструкції. У 17 годин 19 хвилин був встановлений четвертий новий акумулятор. У 17 годин 40 хвилин був Розмонтувати п'ятий старий акумулятор. У 18 годин 53 хвилини було встановлено п'ятий новий акумулятор. У 19 годин 24 хвилини останній (шостий) акумулятор був упакований на вантажний конструкції. У 19 годин 50 хвилин на сегменті Р6 було встановлено останній новий акумулятор. О 20 годині 3 хвилини останній старий акумулятор упакований на вантажний конструкції. У 20 годин 57 хвилин Кессіді і Маршберн повернулися в шлюзовий модуль.
Вихід був закінчений у 21 година 6 хвилину. Тривалість виходу склала 7 годин 12 хвилин.
Це був 129-й вихід, пов'язаний з МКС.
Універсальна вантажна конструкція, яка підвішена на роботі-маніпуляторі станції, і на якій упаковані старі акумулятори, була перенесена до шатлу, де була перехоплена маніпулятором шатла (21 година 33 хвилини) і потім поміщена у вантажний відсік (21 година 52 хвилини). Маніпулятором станції управляли Жюлі Пайетт і Коїті Ваката, маніпулятором шатла — Даглас Херлі і Марк Поланскі.

### Одинадцятий день польоту
9:46 25 липня — 00:03 26 липня
Цього дня екіпаж шатла мав час для відпочинку. О 12 годині розпочалася прес-конференція, астронавти відповідали на запитання кореспондентів CBS та інших новинних агентств.

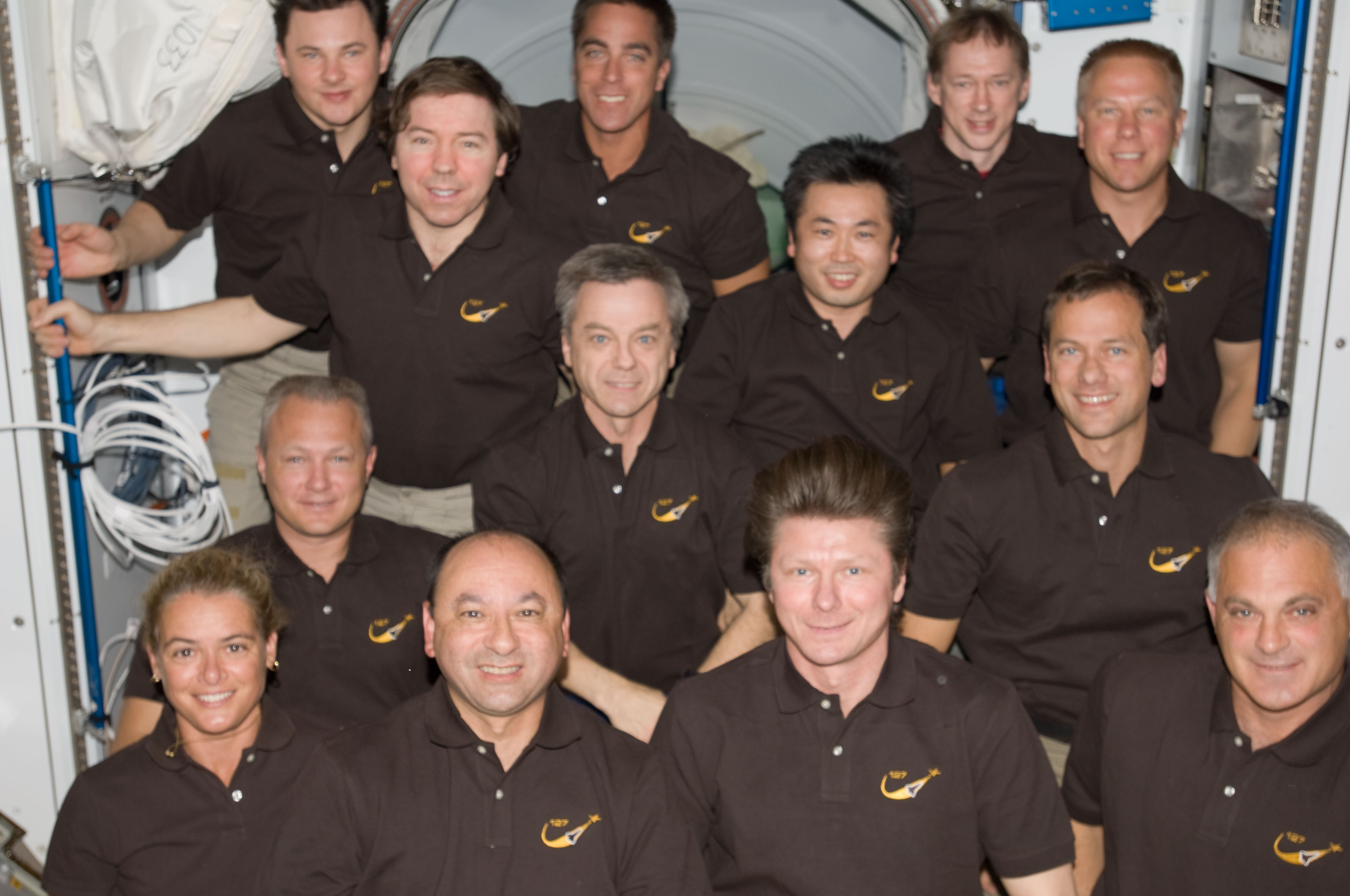
Груповий портрет екіпажів «Індевора» і МКС. Попереду зліва направо: Пайетт, Поланскі, Падалка, Вулф ; в середньому ряду зліва направо: Херлі, Тірск, Вакката, Маршберн ; в третьому ряду зліва направо: Романенко, Барратт, Кессіді, де Винне, Копра.

У другій половині дня вийшла з ладу автоматична система контролю температури в пристрої видалення двоокису вуглецю (carbon dioxide removal assembly, CDRA) з атмосфери станції. Система контролю температури була перемкнута на ручний режим управління, який здійснювався за командами з центру управління польотом. Пристрій видалення двоокису вуглецю продовжує функціонувати в такому режимі. На станції є дві системи видалення двоокису вуглецю: одна («Повітря») в російському сегменті і друга, в американському модулі «Дестіні». Крім того, на шатлі встановлені каністри з гідроксидом літію, який адсорбує двоокис вуглецю. Поки не ясно, викликана поломка в пристрої видалення двоокису вуглецю збільшенням екіпажу до тринадцяти астронавтів або причина в іншому. Інженери НАСА продовжують аналізувати проблеми, що виникли в системі контролю температури. Запасне пристрій видалення двоокису вуглецю буде доставлено на станцію на наступному шатлі «Діскавері» STS-128, старт якого призначений на 25 серпня.

### Дванадцятий день польоту
8:03 26 липня — 23:33 26 липня
Система контролю температури в пристрої видалення двоокису вуглецю продовжує залишатися в ручному режимі управління, який здійснювався за командами з центру управління польотом.
Астронавти повинні були перенести японську транспортну конструкцію (тепер уже порожню) у вантажний відсік шатлу. О 11 годині 50 хвилин транспортна конструкція була захоплена роботом-маніпулятором станції. О 12 годині 18 хвилин транспортна конструкція була від'єднана від експериментальної платформи. Потім конструкція була перехоплена маніпулятором шатла і в 13 годин 45 хвилин вона була поміщена у вантажний відсік.
У 18 годин 28 хвилин об'єднаний екіпаж «Індевора» і МКС проводили традиційну прес-конференцію.
Астронавти Кессіді і Маршберн готували скафандри й інструменти для п'ятого, останнього, виходу у відкритий космос.

### Тринадцятий день польоту
7:33 27 липня — 23:03 27 липня
День п'ятого виходу у відкритий космос. Вихід здійснювали Крістофер Кессіді і Томас Маршберн. Астронавти повинні були переконфігурувати кабелі навколо двох гіроскопів стабілізації станції, поправити теплоізоляцію на канадському роботові «Декстре», встановити дві відео камери на японській експериментальної платформі і розкрити складську платформу на фермової конструкції станції. Зовнішня складська платформа призначена для зберігання запасних частин і запасного обладнання, які будуть доставлені під час наступних польотів шатлів, для станції.
Вихід почався о 11 годині 33 хвилини.
Після виходу з шлюзового модуля, Маршберн попрямував до канадського роботу «Декстр», а Кессіді до секції Z1, де розташовані гіроскопи стабілізації станції.
О 12 годині 27 хвилин Маршберн закінчив роботу з теплоізоляційним покриттям робота «Декстр» і попрямував до японської експериментальної платформі.

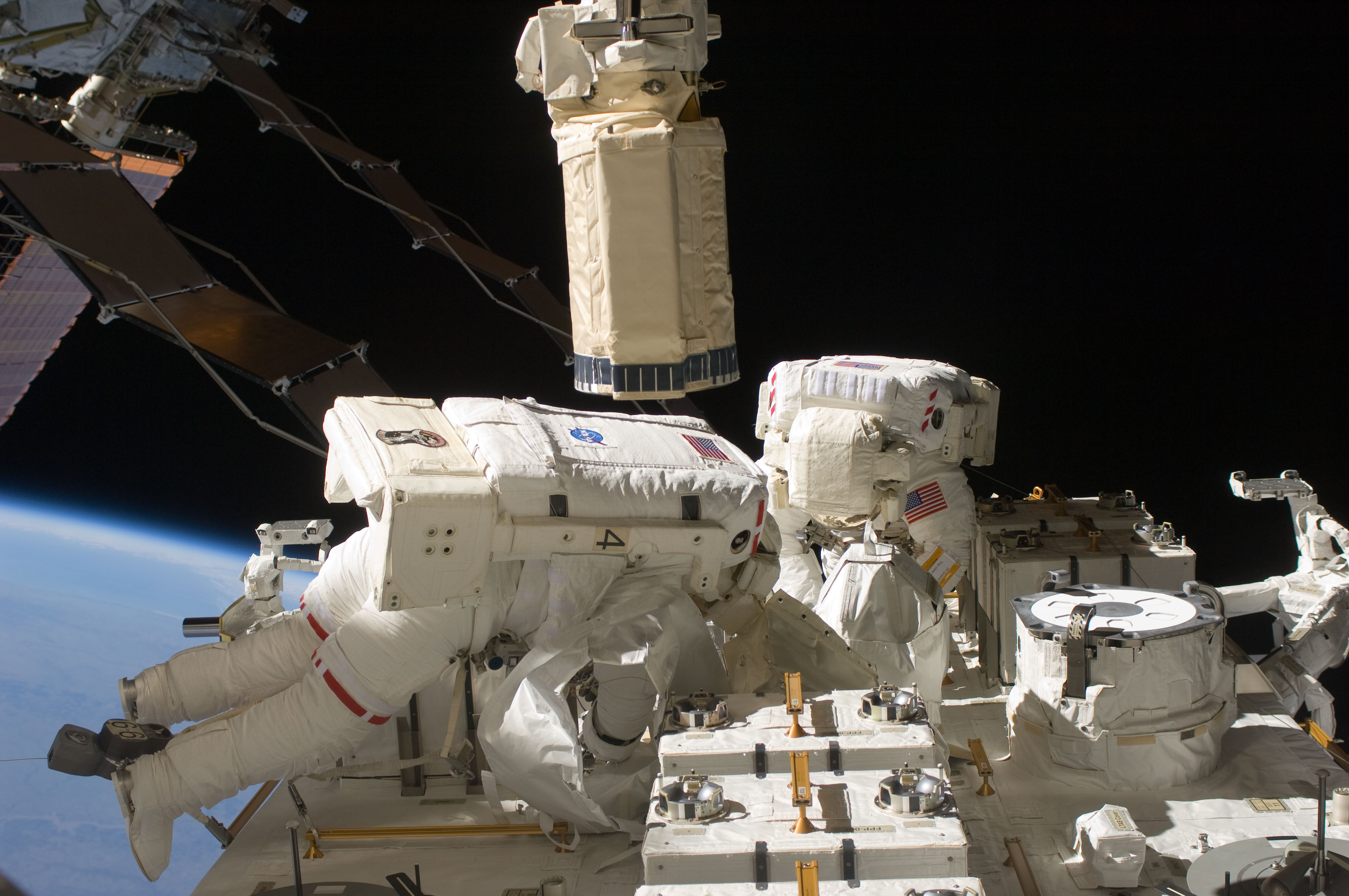
Томас Маршберн (ліворуч) і Крістофер Кессіді під час п'ятого виходу у відкритий космос.

Кессіді перемкнув силові кабелі двох гіроскопів так, щоб електроживлення підводилося до цих гіроскопа по різних кабелях. Потім Кессіді також попрямував до японської експериментальної платформі.
Дві відеокамери були упаковані на експериментальній платформі. У 13 годин 19 хвилин астронавти розпакували першу камеру. Крістофер Кессіді закріпив камеру на зовнішній стороні експериментальної платформи та під'єднав до неї кабелі. У 13 годин 53 хвилини астронавти розпакували другу камеру і потім встановили її в робоче положення на експериментальній платформі. Фахівці в японському центрі управління оперативно протестували функціонування двох встановлених камер і підтвердили їх працездатність.
Дві відеокамери, встановлені на експериментальній платформі, будуть використовуватися під час стиковки японського вантажного корабля HTV, а також для контролю за проведеними на платформі експериментами.
Знову виникли проблеми з адсорбентом вуглекислого газу в скафандрі Кессіді. Було прийнято рішення відмовитися від розгортання зовнішньої складської платформи на сегменті S3. Цю роботу виконуватимуть або астронавти екіпажу МКС, або астронавти наступних шатлів.
Замість роботи на сегменті S3, астронавти встановили три поручня і два роз'єми на японському модулі «Кібо».
У 16 годин 10 хвилин астронавти повернулися в шлюзовий модуль «Квест».
Вихід був закінчений у 16 годин 27 хвилин. Тривалість виходу склала 4:00 54 хвилини.
Це був 130-й вихід, пов'язаний з МКС.
Астронавти закінчили переноску корисних вантажів доставлених на станцію. Близько 980 кг (2175 фунтів) корисних вантажів було доставлено на станцію. З станції в шатл було перенесено 900 кг (1980 фунтів) різного устаткування і результатів експериментів, пророблених на станції, для відправки на Землю.
Після перезавантаження програмного забезпечення системи контролю у пристрої видалення двоокису вуглецю в модулі «Дестіні», пристрій знову функціонує в автоматичному режимі.

### Чотирнадцятий день польоту
7:03 28 липня — 23:03 28 липня

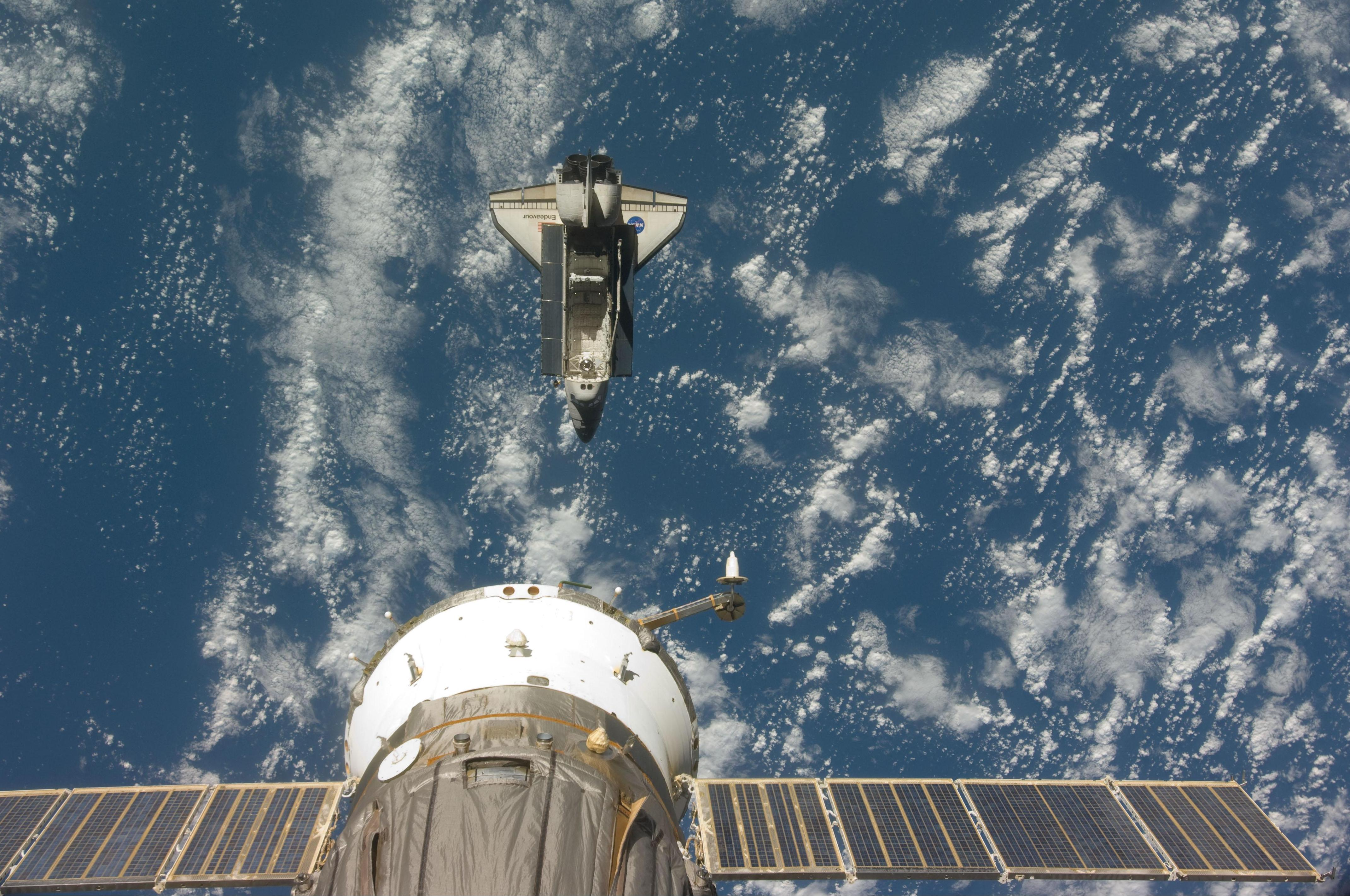
«Індевор» віддаляється від МКС.

Екіпажі «Індевора» і МКС попрощалися один з одним в модулі «Гармонія». У 15 годин 8 хвилин був закритий люк між «Індевором» і МКС. У 17 годин 26 хвилин над Індійським океаном відбулася розстикування. Час спільного польоту склало 10 діб 23 години 39 хвилин. Коли «Індевор» відійшов від МКС на відстань 120 метрів (400 футів), він здійснив традиційний обліт станції. Обліт розпочався о 17 годині 51 хвилину. О 19 годині 9 хвилин були включені двигуни шатла і він остаточно віддалився від станції.
Разом з екіпажем «Індевора» покинув станцію і японський астронавт Кочі Ваката, який прибув на станцію 17 березня 2009 на шатлі «Діскавері» STS-119. Ваката провів на станції боле 133 діб. Ваката став першим японським астронавтом, які вчинили три космічних польоти («Індевор» STS-72, «Діскавері» STS-92, «Діскавері» STS-119) і першим японським астронавтом вчинили тривалий космічний політ, в цілому він провів у космосі 159 діб 10:00 48 хвилин.

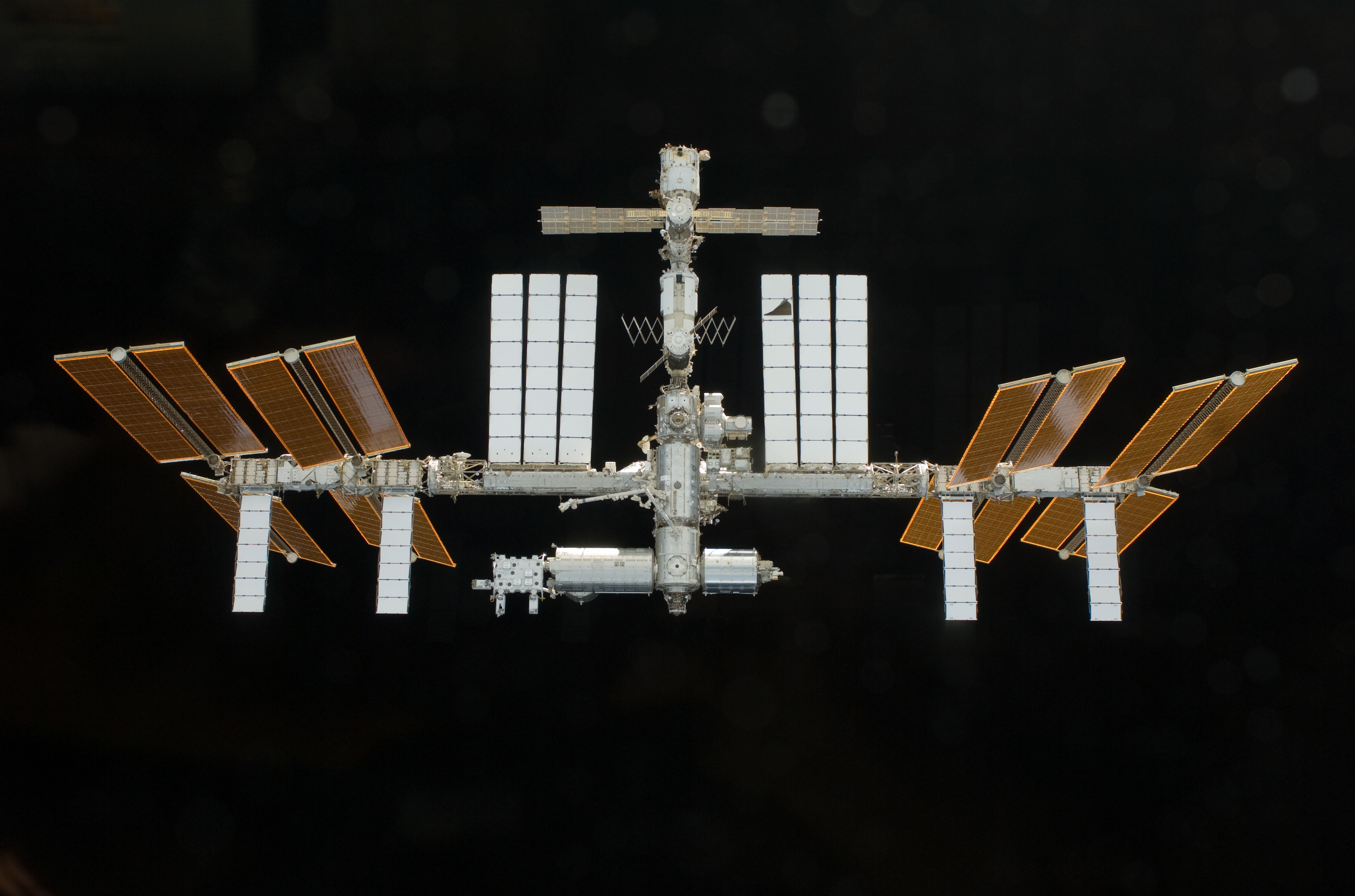
Вид МКС після розстикування з «Індевором».

Шатл звільнив шлях для, призначеної на завтра (29 липня о 11 годині 16 хвилин), пристикування до станції російського вантажного корабля «Прогрес», який був запущений 24 липня з космодрому Байконур.

### П'ятнадцятий день польоту
6:03 29 липня — 22:03 29 липня
Астронавти проводили обстеження теплозахисного покриття шатла, щоб переконається, що протягом польоту теплолзащіта не була ушкоджена мікрометеоритами або уламками космічного сміття.
Обстеження проводилося за допомогою робота-маніпулятора станції з подовжувачем, на якому укріплені камера і лазерний сканер.
Обстеження почалося о 10 годині 30 хвилин і тривало до 14 години.
Результати обстеження передані на Землю. Після аналізу результатів, фахівці НАСА візьмуть вирішенні про приземлення шатла. До цього часу шатл знаходиться в межах досяжності станції. Якщо буде виявлено пошкодження покриття шатла, які унеможливлять приземлення, то шатл зможе повернутися до станції і знову пристикуватися до неї.
Астронавти упаковували обладнання і інструменти перед посадкою

### Шістнадцятий день польоту
6:03 30 липня — 22:03 30 липня
Фахівці НАСА, проаналізувавши знімки, які не виявили ушкоджень теплозахисного покриття шатла. Оголошено, що для безпечного приземлення шатла немає ніяких перешкод.
Астронавти тестували системи шатлу, які будуть задіяні під час приземлення.
У п'ятницю (31 липня) «Індевор» має дві можливості для приземлення: на 248 і 249 витках. НАСА не розглядає варіанти приземлення в п'ятницю на військово-повітряній базі Едвардс у Каліфорнії. Якщо з якихось причин "Індевор " не приземлиться в п'ятницю, то в суботу будуть прийматися до уваги можливості приземлення у Флориді та в Каліфорнії.
О 12 годині 34 хвилини з вантажного відсіку шатла були запущені супутники: DRAGONSAT. У цей час шатл пролітав над Болівією.
У 17 годин 23 хвилини були запущені супутники ANDE-2. У цей час шатл пролітав над Техас ом.

### Сімнадцятий день польоту
6:03 31 липня — 14:48 31 липня
День приземлення.
В 11 годин було закрито вантажний відсік шатлу. У 13 годин 38 хвилин на шатл передано дозвіл на посадку. У 13 годин 41 хвилину були включені двигуни на гальмування. У цей час «Індевор» знаходився над Індійським океаном західніше Малайзії. Двигуни гальмування відпрацювали 2 хвилини 51 секунду, шатл зійшов з орбіти і почав плавний спуск. У 14 годин 16 хвилин, знаходячись на висоті 122 км (400.000 футів) над південною частиною Тихого океану, шатл входить у верхні шари атмосфери, його швидкість становить 25 М. Траєкторія шатла пролягала над Галапагосскими островами, над Коста-Рикою, над Карибським морем і Кубою. У 14 годин 26 хвилин шатл був на висоті 72 км (236.000 футів), його швидкість-25.000 км / год (15.400 миль / год).

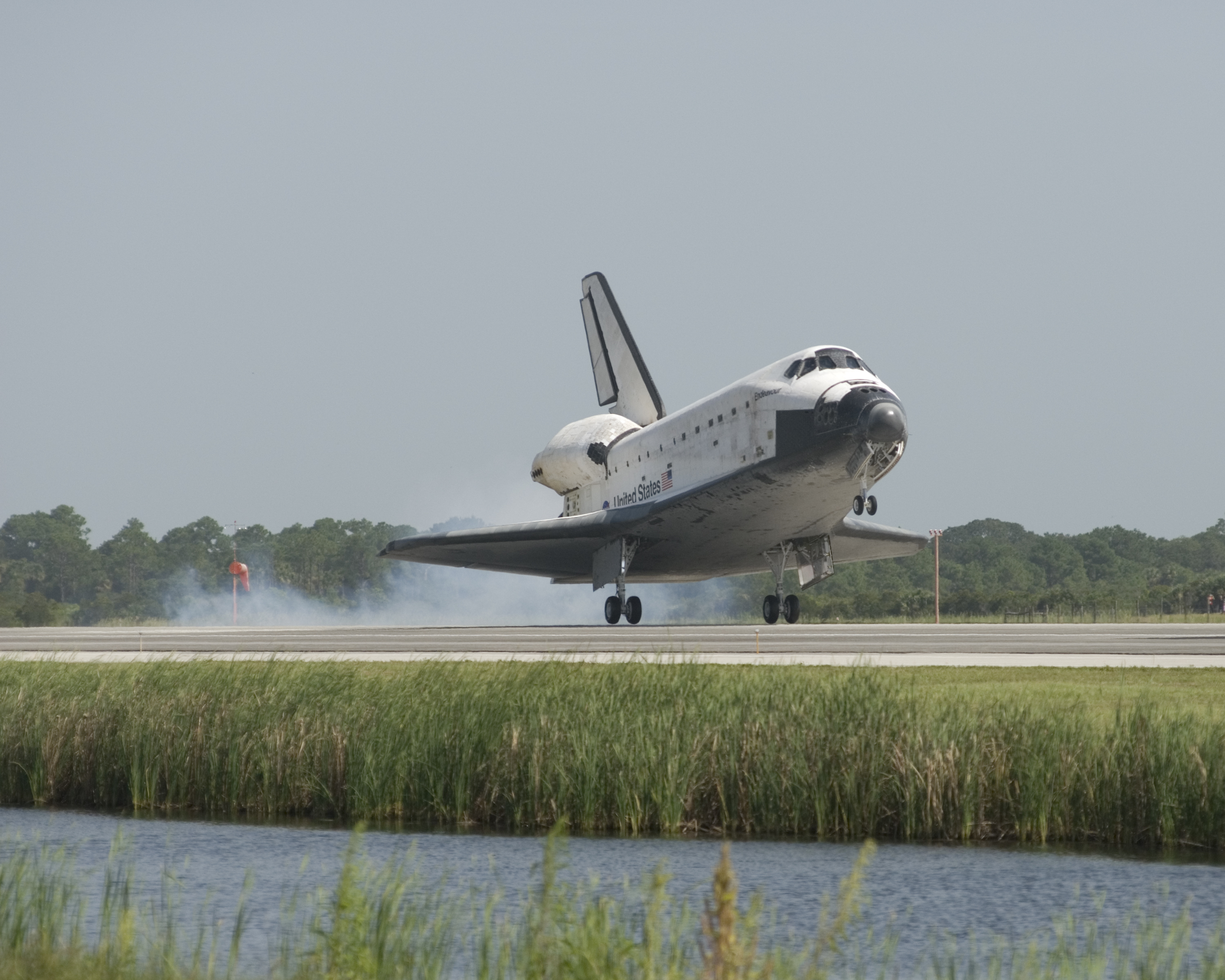
«Індевор» приземляється.

«Індевор» приземлився на злітно-посадковій смузі № 15 Космічного центру Кеннеді в 14 годин 48 хвилин 8 секунд за Гринвічем (10:00 48 хвилин 8 секунд річного часом східного узбережжя США). Тривалість польоту склала 15 діб 16 годин 44 хвилини 58 секунд. За час польоту «Індевор» здійснив 248 витків навколо Землі і подолав 10, 5 млн км (6.547.853 милі). Це було 71-е приземлення шатла в Космічному центрі Кеннеді.
На місці приземлення екіпаж шатла зустрічав, нещодавно призначений, новий директор НАСА Чарльз Болден.
Через кілька годин після приземлення, «Індевор» був перевезений в ангар, де він проходитиме післяполітне обслуговування, і де його почнуть готувати до наступного польоту («Індевор» STS-130), який призначений на лютий 2010 року.